# صور (لبنان)
صُوْر هي مدينة بحرية لبنانية ومركز قضاء صور أحد أقضية محافظة الجنوب. تقع على شاطئ البحر الأبيض المتوسط. وتعتبر مدينة من مدن لبنان الفينيقية لأنها من أشهر حواضر العالم عبر التاريخ للدور التي لعبته في الحقبة الفينيقية إن كان من ناحية سيطرتها على التجارة البحرية، وإنشائها المستوطنات التجارية حول المتوسط، ونشر الديانات في العالم القديم، وإنشائها مستوطنة قرطاجة التي قارعت الدولة الرومانية، أو مقاومتها لزحف الإسكندر المقدوني. أغلبية سكان صور هم من المسلمين الشيعة، بالإضافة إلى سكانها من المسلمين السنَّة، ومجتمع مسيحي صغير يشكل حوالي 10% من السكان. ومدينة صُوْر هي موطن لأكثر من 60.000 لاجئ فلسطيني.

## الجغرافية

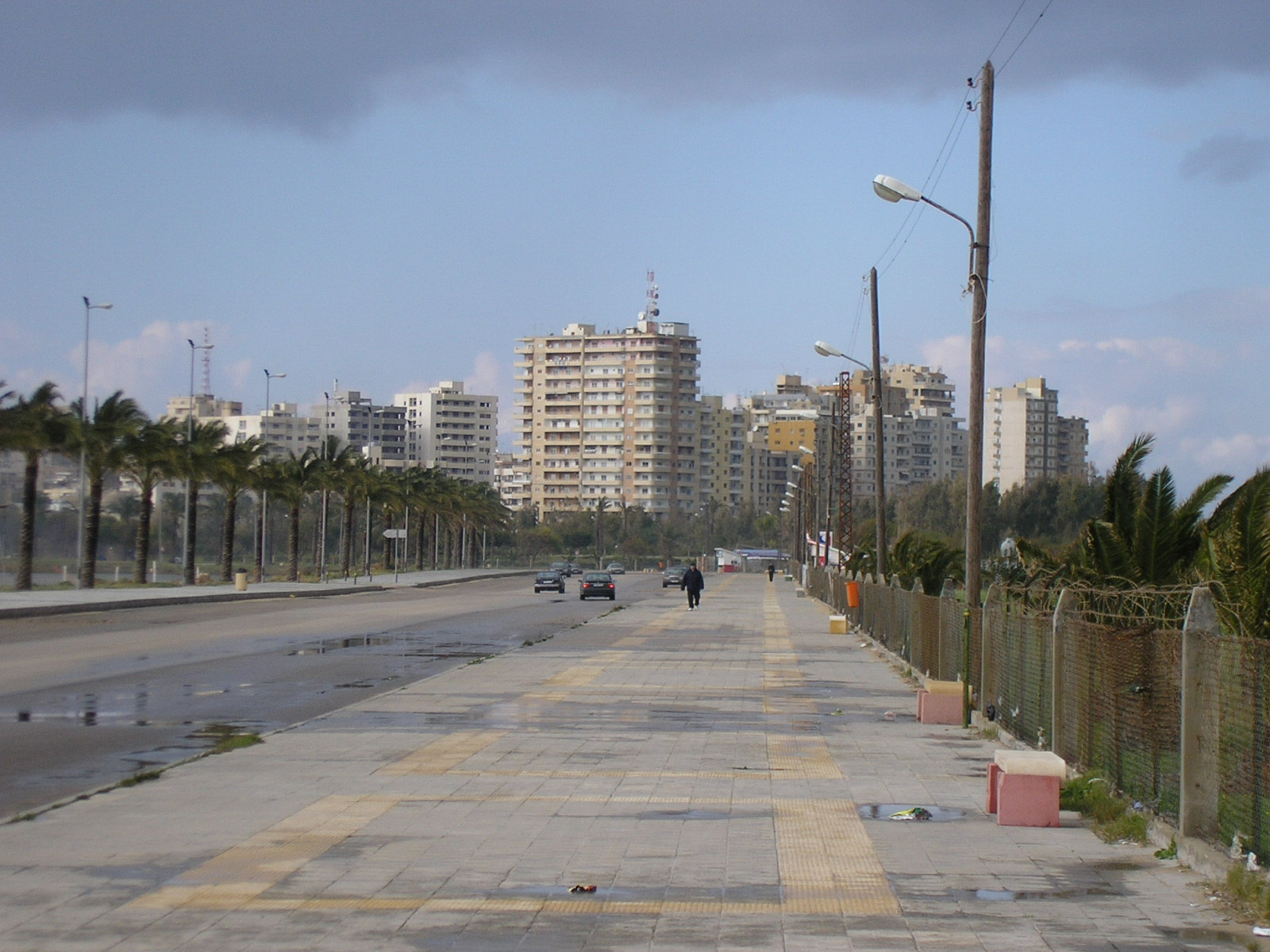
الطريق البحري في مدينة "صور"

تقع شبه جزيرة «صور» على الساحل اللبناني على الضفة الشرقية للبحر المتوسط على خط عرض 16-35 وخط طول 16-33، وهي على بعد 85 كلم جنوب بيروت وعلى منتصف المسافة بين صيدا وعكا في فلسطين. ويحيط بها سهل ساحلي ضيق ممتد بين البحر وجبل عامل، يتراوح عرضه بين 1 و2 كلم. ومحيط «صور» غني بالمياه العذبة، فعلى بعد 5 كلم جنوب صور تقع ينابيع رأس العين، وعلى بعد 2 كلم جنوبًا، تقع ينابيع الرشيدية. أما شمالاً، فيوجد نبع البقبوق (3 كلم)، وعين عبرين (7 كلم)، ثم نهر الليطاني المعروف بالقاسمية.

## تاريخ صور

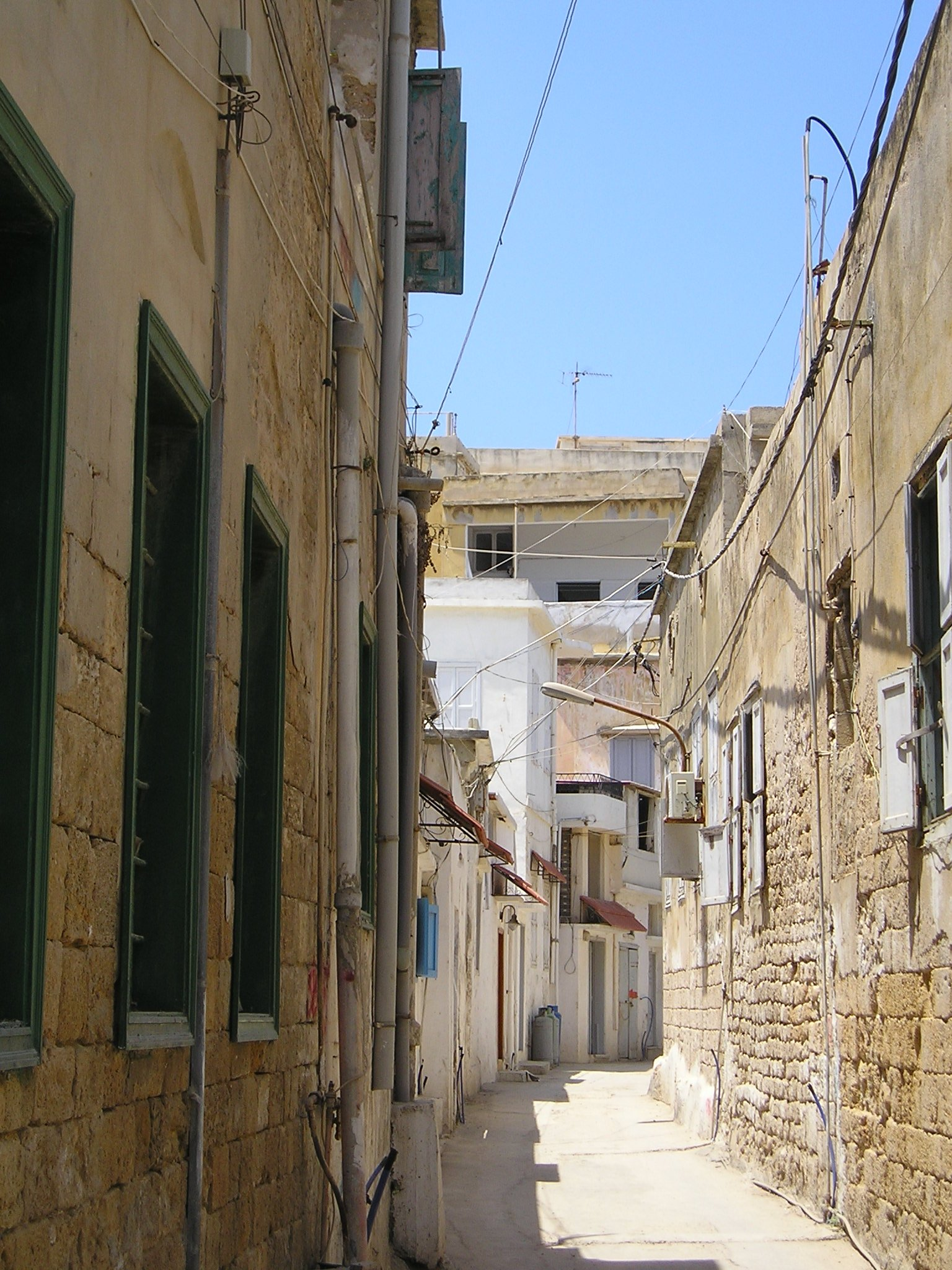
أحياء قديمة في مدينة "صور"

مما قيل في المدينة: "إنها المعمورة من البحر المدينة الشهيرة التي كانت قوية في البحر وسكانها أوقعوا رعبهم على جميع جيرانهم" (الكتاب المقدس)، و"هي كانت في كل الأدوار أهم المدن الفينيقية على الإطلاق" (راولنسون)، و "هي المعروفة بأنها أم المدن" (بلني الكبير)، "إنها سيدة البحار ومركز العالم التجاري لعدة قرون" (نينا جدجيان)، و "لا شك بأنها مباركة مدفوع عنها الفتن" (الإمام الأوزاعي)، و "هي التي تفوق كل المدن بقوة أبراجها وأسوارها" (تيودورش) و "التي تمتاز عن كل مدن فينيقية بجمالها" (فوكاس) و "قطعاً هي بطلة المدن والكلام عليها ما له نهاية" (سعيد عقل).

### اسمها وبداياتها

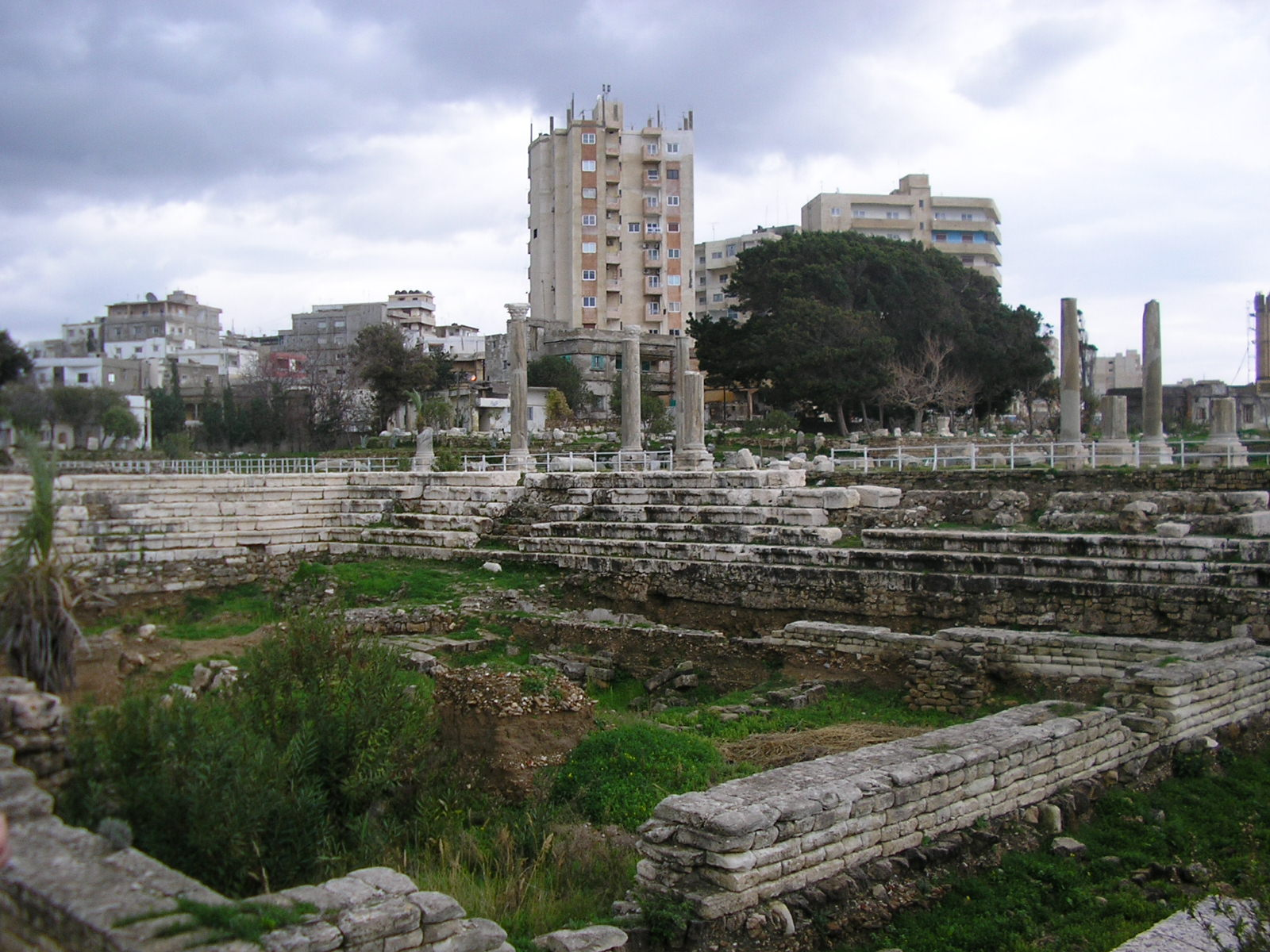
عراقة وحداثة في نفس المدينة

تكونت جزيرة «صور» منذ حوالي مليون سنة، أما البر المقابل لها فقد سُكن منذ أحد عشر ألف سنة على الأقل، أطلق الصوريون على مدينتهم اسم «صـُر – SR» الذي يمكن إرجاعه إلى الأصل «طر» والذي يعني في أكثر اللهجات السامية الصوان أو الحجر الحاد دالًا بذلك على الطبيعة الصخرية القاسية التي بنيت عليها المدينة، و«صور» تعني بالفينيقية الصخرة.
أما أصل الصوريين فهم كانوا من الفينيقيين الذين سكنوا الساحل من رأس شمرا حتى غزة في الجنوب، ويؤكد هيرودوت أن الفينيقيين كانوا يقطنون شواطئ البحر الأحمر ومنها قدموا إلى شواطئ لبنان وسوريا، أما جوستين فيروي فيرى أنهم تركوا أوطانهم الأصلية إثر حصول زلزال فيها وقدموا إلى شواطئ البحر المتوسط.

### ازدهارها

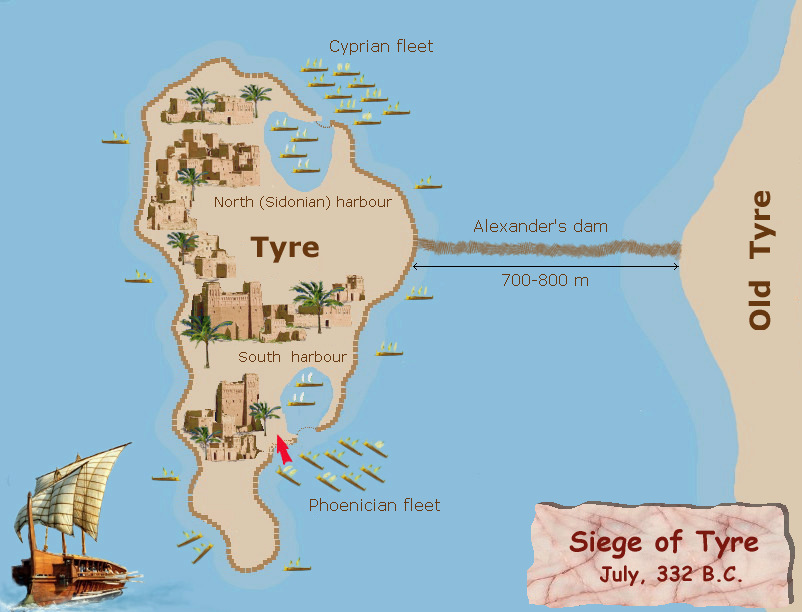
خريطة قديمة تعود للعام 332 ق م تظهر حدود «صور»

في سنة 980 ق.م تولى حيرام بن أبي بعل عرش «صور» وعمره عشرون عاماً، ووصلت «صور» في أيامه إلى مركز حضاري وتجاري لا يجارى، وأصبحت بحق «درة البحر الأبيض وسيدة الأوقيانوسات». وكان حيرام نشيطًا ومهتمًا بالمحافظة على ما حققه أسلافه من نجاحات خارج الحدود الصورية، فشن حربًا ضد الكتيين (القبارصة) لعصيانهم وتمنعهم عن دفع الجزية، وأرجعهم إلى الطاعة.
وفي عهده شهدت «صور» حركة عمران وإصلاح لم يعرفها تاريخ المنطقة من قبل، إذ وجه عنايته بادئ ذي بدء إلى حاضرته وعاصمة ملكه. وكانت «صور» حتى القرن العاشر تتألف من جزيرتين الشمالية (الرئيسية) التي كانت تقوم عليها المدينة، والصغرى إلى الجنوب الغربي، التي لم يكن عليها آنذاك سوى هيكل بعل السماء.
وقد سد حيرام القناة المائية التي كانت تفصل بين الجزيرتين، ووسع مساحة المدينة وجلب كميات كبيرة من الصخور والحجارة من الجبال إلى شرق الجزيرة الرئيسية، فربح بذلك مساحات إضافية توسعت المدينة عليها.
وأولى حيرام دور العبادة عناية خاصة، فرمم القديمة منها، وجلب خشب الأرز من جبال لبنان لسقفها وأعاد بناء هيكلي ملقارت وعشترت، وأقام عمودًا من الذهب في هيكل بعل السماء.
ولم يقتصر الإعجاب بهذه المنجزات على الصوريين وحدهم، بل تعداهم إلى جيرانهم الذين بهرتهم عظمة «صور» وتألقها في عهد ملكها الشاب، فأخذ ملوك وأمراء الدويلات المجاورة يتوددون إليه وينشدون صداقته، وكان داود ملك الإسرائيليين أبرز هؤلاء، فلم يبخل عليه حيرام بذلك، وأرسل له «خشب أرز وبنائين ونجارين».

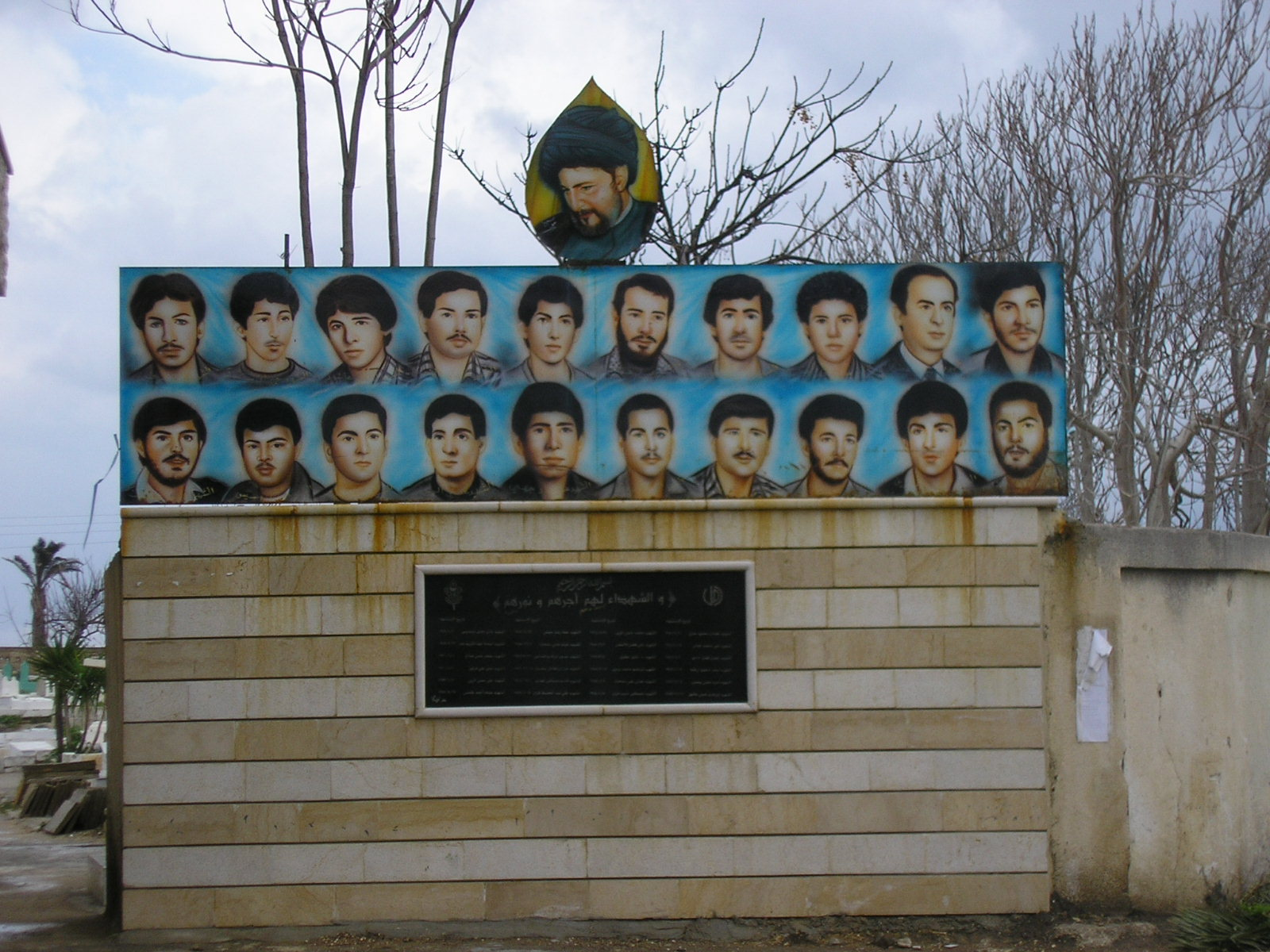
صور حزبية في مدينة "صور"

وبعد موت داود أرسل حيرام وفدًا إلى سليمان لتهنئته «لأنه سمع أنهم مسحوه ملكًا مكان أبيه، لأن حيرام كان محبا ً لداود كل الأيام».
ورغب سليمان في تجديد العلاقات التي كانت تربط بين ملك «صور» وأبيه وأن «يبني بيتاً لاسم الرب إلهه» بمساعدة حيرام، وطلب منه «أرزًا من لبنان» و«رجلًا حكيمًا في صناعة الذهب والفضة... ماهرًا في النقش»
وأرسل له حيرام «رجلًا حكيمًا صاحب فهم، حيرام أبيه، ابن أمرأة من بنات دان، وأبوه رجل صوري، ماهرًا في صناعة الذهب والفضة والحديد والنحاس والحجارة والخشب والإرجوان والاسمانجولي والكتان والقرمز ونقش كل نوع من النقوش» «فأتى إلى الملك سليمان وعمل كل عمله وصـّور عمودين من النحاس، طول العمود الواحد ثمانية عشر ذراعًا... وعمل تاجين ليضعهما على رأس العمودين، من نحاس مسبوك»، ولا شك أن هذين العمودين قد صنعا على مثال العمودين الذين كانا يزينان هياكل ملقرت في «صور» وقادش وفي باقي الممتلكات الصورية.
وأرسل حيرام إلى سليمان «سفنًا وعبيدًا يعرفون البحر، فأتوا مع عبيد سليمان إلى أوفير» «وكان للملك سفن ترشيش مع سفن حيرام... فكانت سفن ترشيش تأتي مرة كل ثلاث سنوات... حاملة ذهبًا وفضة وعاجًا وقرودًا وطواويس» وكانت أرباح سليمان وافرة، إذ بلغت حصته من سفرة واحدة إلى أوفير اربعمئة وخمسين قنطارا ً من الذهب.
هذه الأرباح التي تدفقت على سليمان لتحالفه مع حيرام ومشاركته في بعثاته التجارية كافية لتعطينا صورة عن مقادير الذهب التي كانت تصب يومها في خزائن «صور»

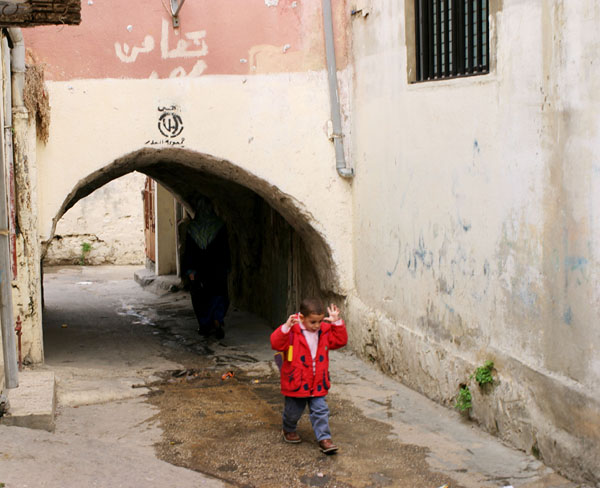
من أحياء "صور" الحالية

والمؤرخون اليهود الذين يروون عن صداقة حيرام للملكين اليهوديين لا يخفون أن غنى سليمان وازدهار عاصمته كانا نتيجة صداقته وتحالفه مع جيرانه الصوريين. ولقد بلغ إعجاب اليهود بملك «صور» درجة جعلتهم ينسجون حوله كثيرًا من الخرافات والأساطير، وما وصف حزقيال له وتشبيهه بملاك في الفردوس، يتمشى على جبل الله المقدس بين الحجارة الكريمة إلا تأكيد لما بقي في ذاكرتهم من تقدير لهذا الملك الصوري العظيم.
وبعد حيرام يرتقي العرش ابنه بعل بازورس الذي يحكم من 935 ق م حتى 919 ق م، ويخلفه ابنه اعبد عشترت (918 ق م- 910 ق م) الذي يذهب ضحية مؤامرة يدبرها أبناء مربيته، فيتولى أكبرهم، متوس عشترت الحكم من 909 ق م إلى 898 ق م، ويليه أخوه عشتريموس من 897 ق م إلى 889 ق م الذي يغتاله أخوه فلس، ويبقى هذا الأخير تسعة أشهر على العرش، يرجع بعدها الحكم إلى أصحابه على يد أيتوبعل كاهن عشترت.

### الحصار الكبير

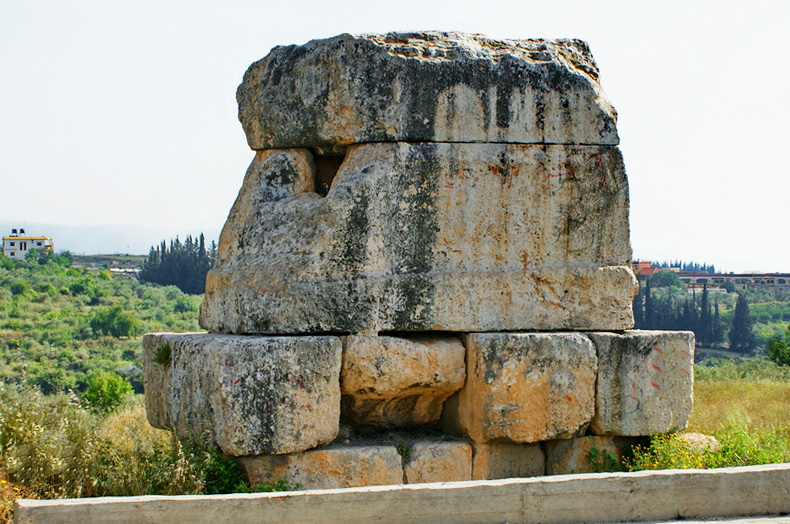
قبر الملك حيرام في مدينة "صور"

بعد موت فيليب خلفه ابنه الإسكندر عام 336 ق م، ملكاً على مقدونيا، وعمره عشرون عاماً.
ويحتاج الإسكندر إلى سنتين ليوحد البلاد اليونانية كلها تحت قيادته، ويبدأ بالاستعداد لغزو آسيا، ويلتقي بجيوش داريوس الثالث في أيسوس (قرب الإسكندرون) حيث يحرز نصراً ساحقاً على جيوش فارس ويفرّ داريوس الثالث هارباً إلى ما وراء الفرات تاركاً زوجته وأمه اسيرتين في يد الإسكندر.
وعندما بدأ الملك المقدوني مسيرته على محاذاة الشاطئ الفينيقي كانت «صور» لا تزال تعتبر نفسها لا تقهر، ويلتقي بطريقه بستراتون ابن ملك أرواد الذي ليقدم له مع تاج من الذهب الخالص المدينة وكل ما يخضع لسيطرة ملكها جرعشترت الذي كان في البحر الايجي يقود إسطوله في خدمة ملك الفرس.
وبعد أن يستريح المقدونيين في ماراتوس (مدينة فينيقية قرب أرواد) يتابعون سيرهم إلى جبيل التي تستسلم في الحال، وكذلك تفعل صيدون التي تستقبله بحفاوة بالغة، فيعزل ملكها ستراتو ويعهد بالملك إلى عبدلونيم، من أعضاء الأسرة المالكة القديمة، الذي كان يعيش يومها في فقر مدقع.
«أما «صور» فكانت تميل إلى عقد معاهدة مع الإسكندر لا إلى الخضوع له، ولذا أرسلت مع وفدها تاجاً من الذهب وكثيرا من المؤن الغذائية لجنده، فيأمر بقبول الهدايا باعتبارها من أصدقاء ويظهر حفاوة بالرسل ويبلغهم رغبته في تقديم القرابين لهرقل، في هيكله الذي يحمي جزيرة الصوريين بوجوده عليها»
ولكن الصوريين الذين لا يريدون أن يسمحوا لمقدوني أو فارسي بدخول مدينتهم، مفضلين عليها حياداً تاماً بين العدوين المتطاحنين، ينصحون سليل هرقل – كما كان الإسكندر يعتبر نفسه – بأن يضحي في هيكل «صور» البرية زاعمين بأنه أقدم بكثير من هيكل الجزيرة وأن تقديم القرابين في هيكل الجزيرة هو من حقوق ملوك الصوريين فقط.

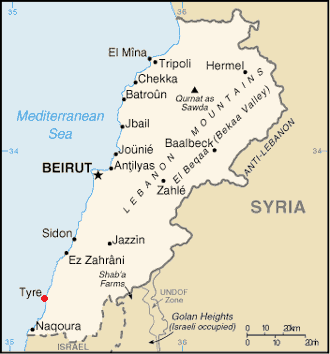
موقع "صور" على الخارطة البحرية

كل هذا من جانب الصوريين للمحافظة على حريتهم وصيانتها، وقد شجعهم على هذا الموقف والمضي فيه وصول وفد قرطاجي حضر للمشاركة بالاحتفال بعيد ملقرت السنوي، دعاهم إلى الثبات في وجه الإسكندر المقدوني، واعداً بالمساعدات التي ستأتي عن قريب من قرطاجة.
ولكن الإسكندر المقدوني كان يعتبر السيطرة المطلقة على الجزيرة كقاعدة بحرية، ضرورة حربية ذات أهمية بالغة، ولذا يصمم على فتحها مهما يكلفه ذلك.
وصور المبنية على صخرة في وسط البحر، مع منازلها ذات الطبقات الكثيرة، كانت محاطة بجدران من الحجارة الضخمة، يبلغ ارتفاعها مئة وخمسين قدماً وترتفع فوقها ابراج تسهل على حماتها مهمة الدفاع عنها، بينما كانت صفوف السفن متأهبة لسد الطريق بوجه من لا ترضى عنه «وكانت المدينة لا تؤخذ من البر إذ كان يفصلها عنه قناة يتراوح عرضها بين ثلاثة وأربعة ملاعب، والبحر الذي يحيط بالجزيرة كان على جانب كبير من العمق، ولم يكن عنده مكان لنصب السلالم وتسلق الاسوار، إذ كانت هذه تنزلق حتى البحر ولا تترك مكاناً لقدم. إلى جانب هذه الصعوبة لم يكن للملك سفن يستطيع بواسطتها قذف أبراج المدينة، ولو حصل على بعضها، فعدم ثباتها وتلاعب الأمواج بها يجعلان قذائفها أقل فعالية، عدا عن إمكان إصابتها ورد ضرباتها»
«ولم يبقَ أمام الإسكندر سوى ردم القناة البحرية التي تفصل بين الجزيرة والبر، ويستولي اليأس على جنوده عندما يتحققون من عمق البحر الذي يصعب حتى على الآلهة ردمه، ولكن الإسكندر الخبير بمعاملة جنده، يعرف كيف يستثير حميتهم».

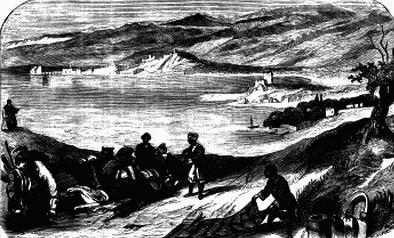
رسم روماني عن مدينة «صور»

ويجمع الإسكندر المقدوني قواده ويروي لهم أن جده هرقل ظهر له في الحلم واقفاً على أسوار المدينة مادّاً يمناه ليقوده بها إلى الداخل، ثم يلقي بهم كلمة بليغة يثير فيها حماستهم ويذكرهم بأن هذه المدينة هي الوحيدة التي تجاسرت على مجابهتهم وإيقاف موجة انتصاراتهم، ثم دعاهم إلى حث الرجال على العمل وإلى عدم التهاون معهم. وفي كانون الثاني سنة 332 ق م، وبهذه الروح، تبدأ أعمال الحصار.
ويراقب الإسكندر المقدوني من خيمته المنصوبة على البر الصوري سير الأعمال، فمشروعه يتطلب مساهمة عشرات الألوف من الأيدي العاملة، ويبدأ جنوده بنقل أنقاض صور البرية، ثم يحولون أنظارهم إلى غابات لبنان القريبة ليقطعوا منها الصخور والأشجار اللازمة، ويضحك الصوريون من جهود محاصريهم وتحديهم لإله اليم ولحامي مدينتهم.
«ويظهر بعد مدة قسم صغير من السد فوق سطح الماء، ويدرك عندها الصوريون أي خطر يتهددهم إذا استطاع العدو إنجاز البناء، فيبدأون بإرسال قوارب قتال خفيفة إلى جانبي السد، ويرمون العمال بالسهام، فيقتلوا ويجرحوا كثيرين منهم، فيتولى قسم منهم مهمة الدفاع عن العمال ضد هجمات الصوريين، بينما أخذ السد كلما ازداد بعداً عن الشاطئ يلتهم كميات أكثر من الأنقاض والأخشاب.»
ويهيئ الصوريون سفينة كبيرة يملؤونها بالزفت والكبريت ويجذفون بها الى السد ثم يشعلون النار فيها ويقفزون إلى الزوارق التي سحبوها معهم، وتساعد رياح تهب في هذه الأثناء على نشر اللهب ومد النيران بسرعة. وقبل أن يتمكن أحد من العمال من عمل شيء لحصرها تمتد إلى جميع المنشآت على السد ملتهمة كل ما تجده أمامها.
ويعيد الإسكندر الثقة إلى نفوس رجاله التي دب فيها اليأس، ويضع الخطط لبناء سد أعرض من السابق ولأبراج وآلات حصار بعجلات يمكن دفعها كلما تقدم البناء.

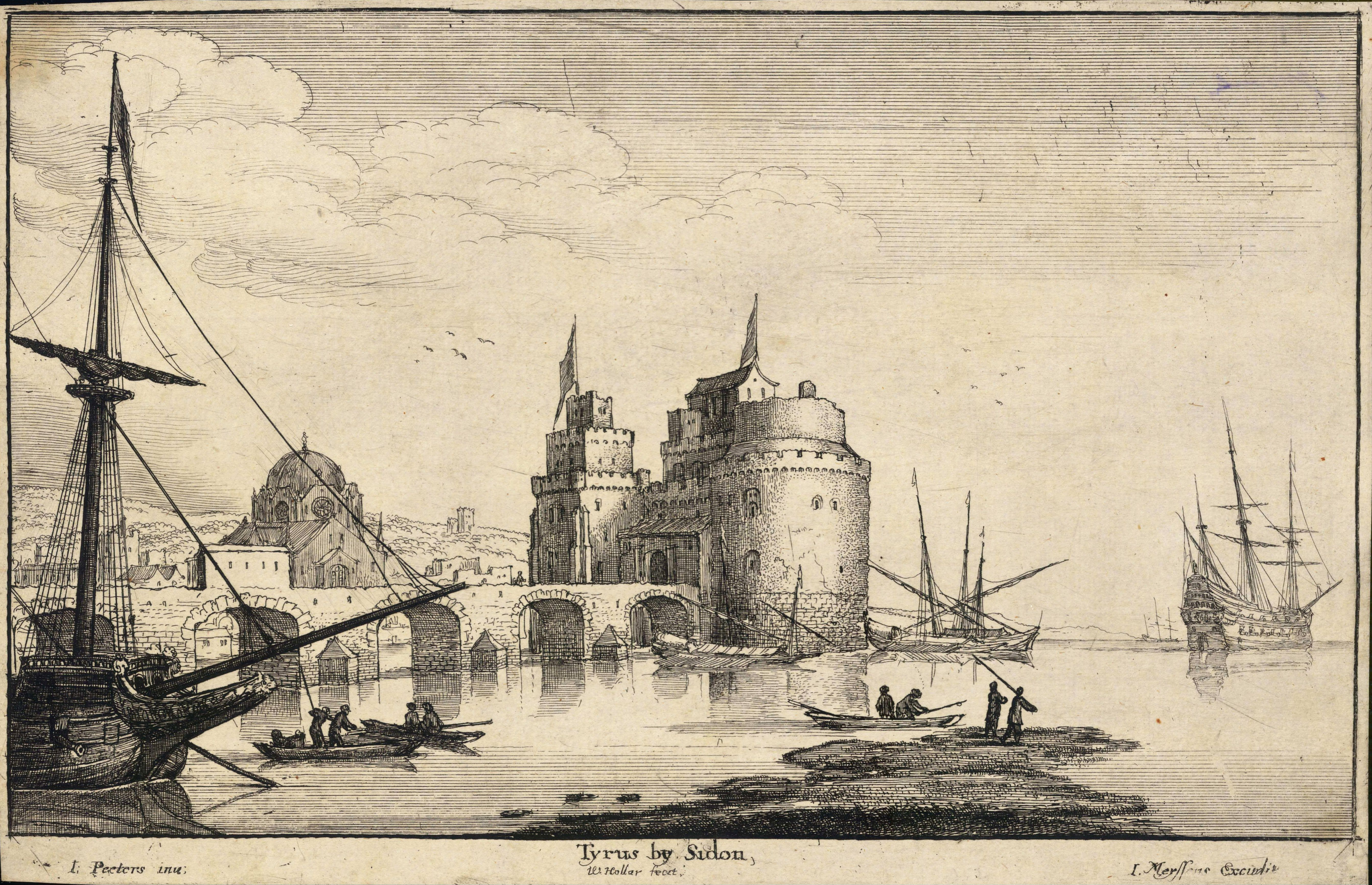
رسم قديم لميناء مدينة "صور"

أما الصوريون فلا يتركون وسيلة لعرقلة الأعمال، فكان الغطاسون يسبحون تحت السد مثبتين خطافاتهم بغصون الأشجار وفروعها تحت المياه، ثم يرجعون إلى قواعدهم ويسحبون ما علق في الخطافات، جارفة كل ما عليها وما حولها إلى الأعماق.
ويذهب الإسكندر إلى صيدون لجمع الأساطيل الفينيقية التي تركت الإميرال الفارسي بعد موقعة إيسوس، وتضم أرواد وجبيل وصيدون ورودس أساطيلها إلى إسطول برونياس الذي كان يقود أساطيل كيليكيا ومقدونيا، وكانت مهمته محاصرة صور من البحر بسفنه المئتين وخمسين، والتصدي عند اللزوم للسفن الصورية التي نشكل سداً منيعاً عند مدخل الميناءين.
«وبينما كان الإسكندر يسلح قطعه البحرية ويهيئ آلات القذف والهجوم، يصل إلى مسامعه أن عرباً من لبنان فاجأوا ثلاثين من رجاله المكلفين بقطع الأشجار من الغابات المجاورة فقتلوهم وأسروا غيرهم».
ويصل إلى «صور» في هذه الأثناء ثلاثون مبعوثاً قرطاجياً معلنين أن مدينتهم لن تتمكن من إيفاد النجدات لانشغالها هي الأخرى بالحرب.
ويروي أحد الصوريين حلمه الذي رأى فيه أبولو – وكانوا يجلونه كثيراً – يغادر صور، فيعمدون إلى ربط تمثاله بسلاسل ذهبية إلى مذبح هرقل، الذي كانت صور مدينته، كما لو أن هذا الإله سيمسك بأبولو ويمنعه من الذهاب.

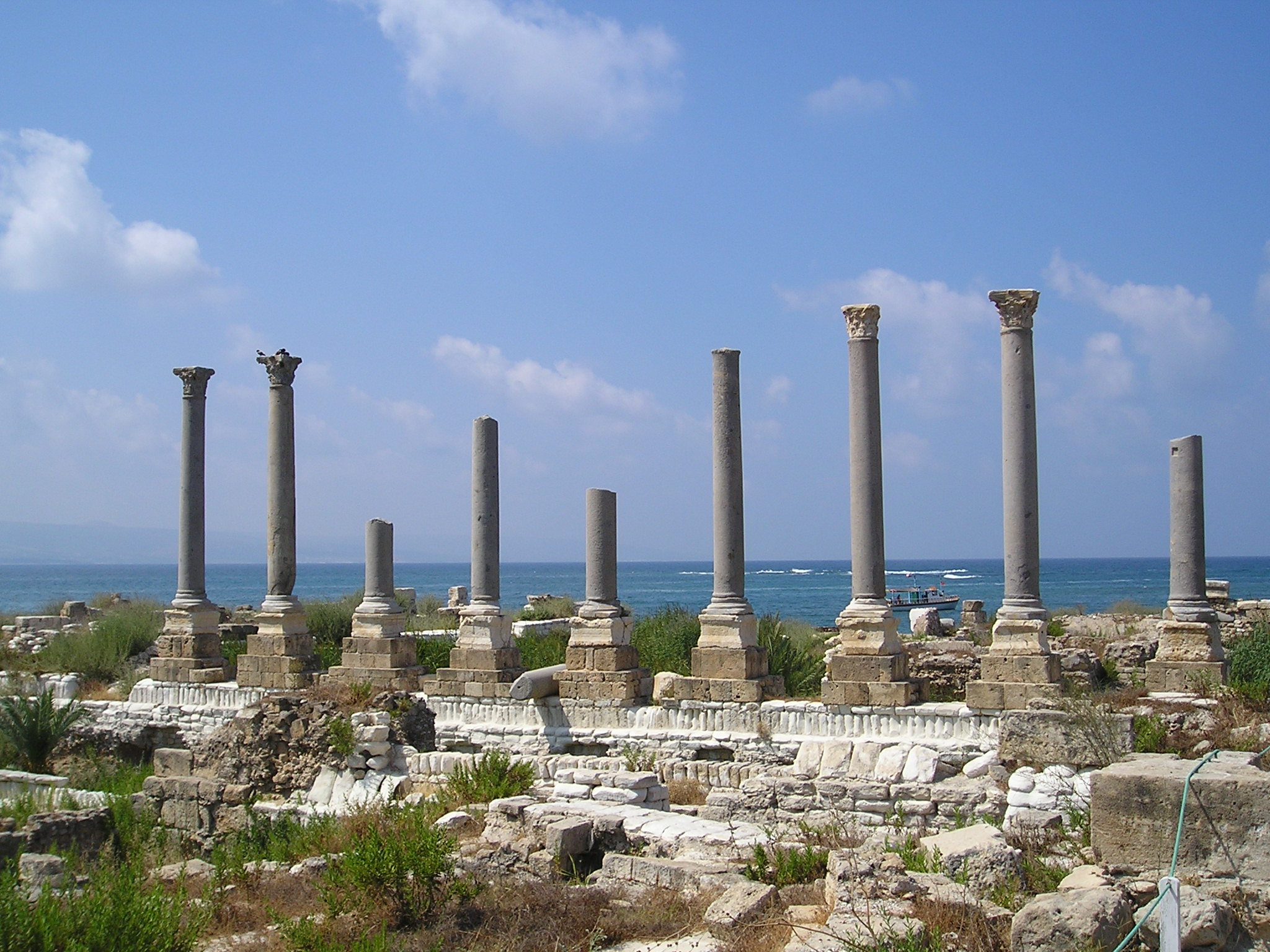
آثار تاريخية بجانب البحر الصوري

«وهدتهم الحاجة إلى استنباط وسائل جديدة للدفاع، إذ كانوا يربطون الخطافات ومراسي السفن إلى عواميد وصواري ويرمونها فجأة على السفن المقتربة، كما أن الرماح والفؤوس والمناجل المربوطة إلى الأخشاب كانت تلحق أضراراً كثيرة بالمحاربين والسفن. وكانت لديهم قدور كبيرة من الحديد تملأ بالرمل المتوهج والكبريت المغلي وتصب فجأة من أعلى الأسوار، وما من شر كان يخشى أكثر من هذا الرمل الذي كان يحرق كل ما في طريقه وحباته تغرز في الدروع والأجساد. أما الخطافات والمراسي، فكانت تسحب بعد رميها جارفة معها المقاتلين وأجزاء من السفن، وأحيانًا سفنًا بكاملها».
وهكذا بدأ الملك يفكر بفك الحصار ومتابعة الزحف على مصر، إذ بعد أن أخضع آسيا كلها بسرعة لا مثيل لها اضطر للوقوف أمام أسوار هذه المدينة مضيّعاً أحسن الفرص لإتمام كثير من مشاريعه الهامة، ولكن خجله من الذهاب دون التغلب على عناد صور كان يعادل الصعوبات التي يلقاها أمام أسوارها، وكان يخشى على اسمه وشهرته الحربية التي كانت أفعل من السلاح فيما لو ترك صور وتابع الزحف، ولكان هذا برهاناً بإمكان التغلب عليه.
ويظهر خلال هذه المدة إلى جانب السد وحش بحري غريب فتتفاءل به الجهتان، إذ يفسره المقدونيون بأنه يبين لهم الاتجاه لمتابعة بناء السد، بينما يعتبره الصوريون تهديداً من نبتون الذي يريد أن ينتقم من الغزاة لعبثهم بالبحر، وأنه سوف يدمّر لهم السد عن قريب.
ويقوم الصوريون في الصيف بعملية مفاجئة لفك الحصار، فيفرقوا شمل السفن القبرصية ويغرقوا بعضها، ولكن الإسكندر بمقدرته الحربية، يطيح بهذا النصر الضئيل الذي يحرزه الصوريون على سفن العدو.
وعلى السفن والزوارق وعلى السد الذي انتهى بناؤه نصبت آلات الهجوم، وبينها أبراج ديادس وكارياس ذات العشرين طابقاً والتي يبلغ ارتفاع كل منها ثلاثة وخمسين متراً وتـُجر على ثماني عجلات، لتشرف على أسوار المدينة التي ترتفع أربعة وأربعين متراً والتي فاقت كل ما بني من آلات الحصار حتى ذلك العهد.

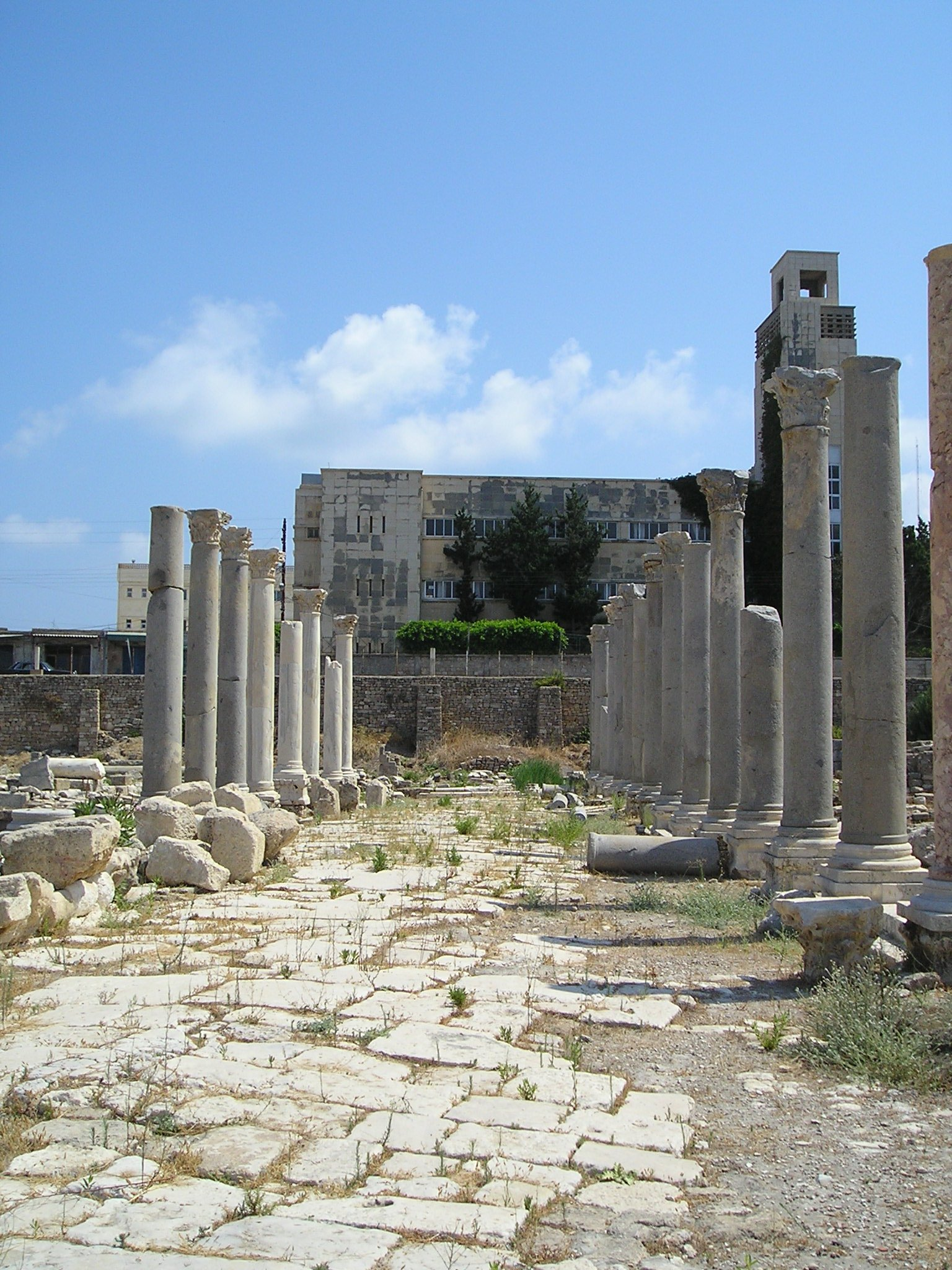
بقايا من قلعة "صور" التاريخية

ويظهر مخططو الإسكندر العسكريون ذكاءً وبراعةً لا يقلان عن براعة وفطنة المحاصرين المدافعين بصلابة وعناد عن مدينتهم، إذ يفتح المهاجمون ثغرة في أحد الجدران سرعان ما يسدها أبناء الجزيرة بإقامة جدار كامل وراءها.
ومع شهر آب يبدأ الهجوم العام فتزعزع آلات الحصار الجدار الجنوبي، ومن السفن حاملة الجنود ترمى السلالم المتسلقة على الأبراج، ويستولي أدميتوس قائد الإسكندر على أحدها ولكنه يسقط تحت ضربات المدافعين، فيحل ملكه محله، ويحتل برجين من أبراج الجزيرة ثم يتقدم على رأس جنوده إلى القصر الملكي.
وتتمكن سفن الصيدونيين والجبيليين والأرواديين من فتح المرفأ الجنوبي بينما تهاجم سفن القبارصة المرفأ الشمالي وتملأ دفقات المهاجمين الجزيرة.
«أما الصوريون الذين أحدقت بهم الأخطار من جميع الجهات، فقد انسحبوا أما إلى الهياكل أو إلى بيوتهم لمتابعة القتال، كما أن بعضهم رمى نفسه بين المهاجمين كي لا يقضي دون أن ينتقم من الغزاة، وكثيرون منهم صعدوا إلى سطوح بيوتهم وأخذوا يقذفون منها بالحجارة والصخور وبكل ما تقع عليه أيديهم».
«ويأمر الإسكندر بإضرام النار في البيوت وبقتل الجميع، باستثناء من يحتمي في أحد منشآت صور المقدسة. وبالرغم من أن المنادين أعلنوا ذلك مراراً، فلم يلجأ أحد من المدافعين ليحتمي بالآلهة، بل وقف كل واحد أمام بيته، متأهباً لصد المهاجمين حتى النفس الأخير».
«أما الدماء التي سالت ذلك اليوم فيمكن تقديرها من عدد المحاربين الذين سقطوا أمام الاجنوريوم (بيت آجنور) وكانوا ثمانية آلاف، ومن الألفين الذين أبقى عليهم تعب المقدونيين من سفك الدماء، فأمر الإسكندر بصلبهم على محاذاة الشاطئ» ويباع ثلاثون ألفاً من الناجين، بينما يهرب آخرون على سفن صيدونية تحركت ضمائر ربابنتها فجأة ذاكرين صلات القربى التي تربطهم بأبناء صور. وينجو آخرون، بينهم الملك والهيئة الإدارية والوفد القرطاجي للجوئهم إلى هيكل ملقرت.
ويختتم المؤرخ الروماني وصفه للحصار بقوله : «وتسقط صور في الشهر السابع من بدء الحصار (آب 332 ق م)، هذه المدينة التي أسسها آجنور والتي سيطرت ازمانا ً طويلة على البحار التي وصلت إليها سفنها. وإذا كان للمرء أن يصدق الأساطير، فإن الصوريين كانوا أول من علـّم أو تعلـّم الألفباء. ومن الثابت أن مدنهم كانت منتشرة في جميع أنحاء العالم : قرطاجة في أفريقيا، وثيبا التي أسسها قدموس بن آجنور في البيوسي (بويوتيا) وقادش على الأوقيانيوس».

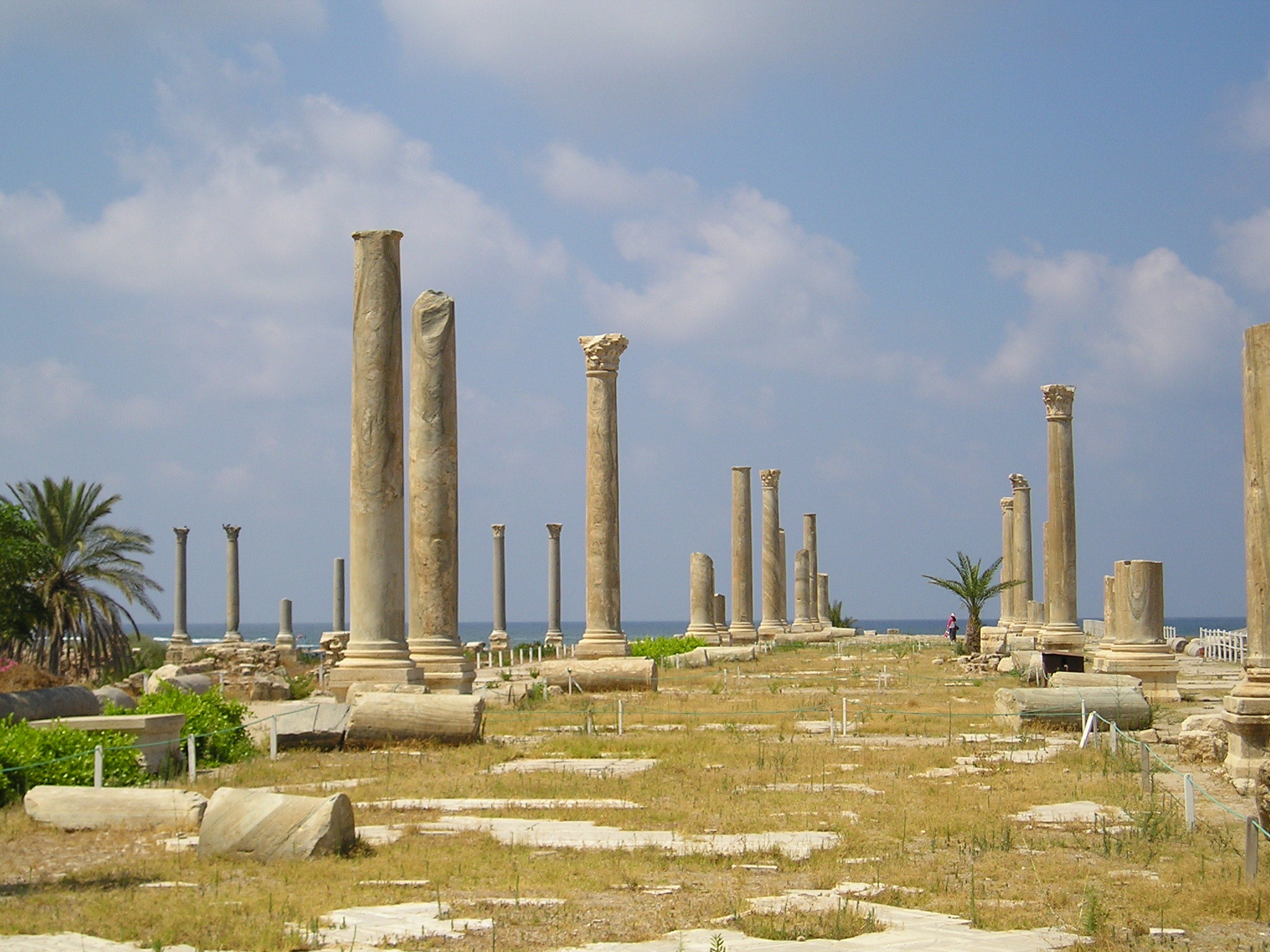
أثار متبقية من قلعة "صور"

وفي أقدس وأشهر وأكبر معابد الجزيرة، هيكل ملقرت المشهور بعموديه الذين يرمزان إلى أعمدة ملقرت على أبواب المحيط، قدم الإسكندر الضحايا والقرابين أمام جنده المدجج بالسلاح، بينما كانت السفن مزينة بالأعلام والأنوار تتهادى أما الجزيرة، تكريماً لإله صور وشكراً له، كما أن مباريات رياضية وسباقات بالمشاعل أقيمت أمام هيكله.
أما برج الحصار الذي أحدث الفجوة الأولى في الأسوار، وأعلام الفرق، وسفينة هرقل المقدسة التي غنمها الإسكندر
ندر عند هجومه على المدينة، فيقدمها لايإل إلاله بخشوع كبير.
ويأمر بإعادة بناء المدينة التي احترق قسم كبير منها، لتصبح قاعدة ومركزاً للقوى المقدونية على الشاطئ الفينيقي، ويعيد إسكانها بأبناء البلاد وبجماعات من الإغريق، ثم يعزل ملكها عزيملكوس، لميله للفرس، ويعين عبدلونيم، أحد أعضاء الأسرة المالكة، محله. وبخلع عزيملكوس عن عرش صور، نصل إلى نهاية قائمة ملوك «صور» الأبطال الذين بقيادتهم وحكمتهم توصلت صور إلى أن تبقى قرونًا طويلة ملكة البحار.
وعند رجوع الإسكندر من مصر في خريف 331 ق م مرَّ على صور وقدّم القرابين ثانية لهرقل، ونظّم احتفالات موسيقية ومسابقات رياضية، إكراماً لإله صور .

### صور في العصر الروماني

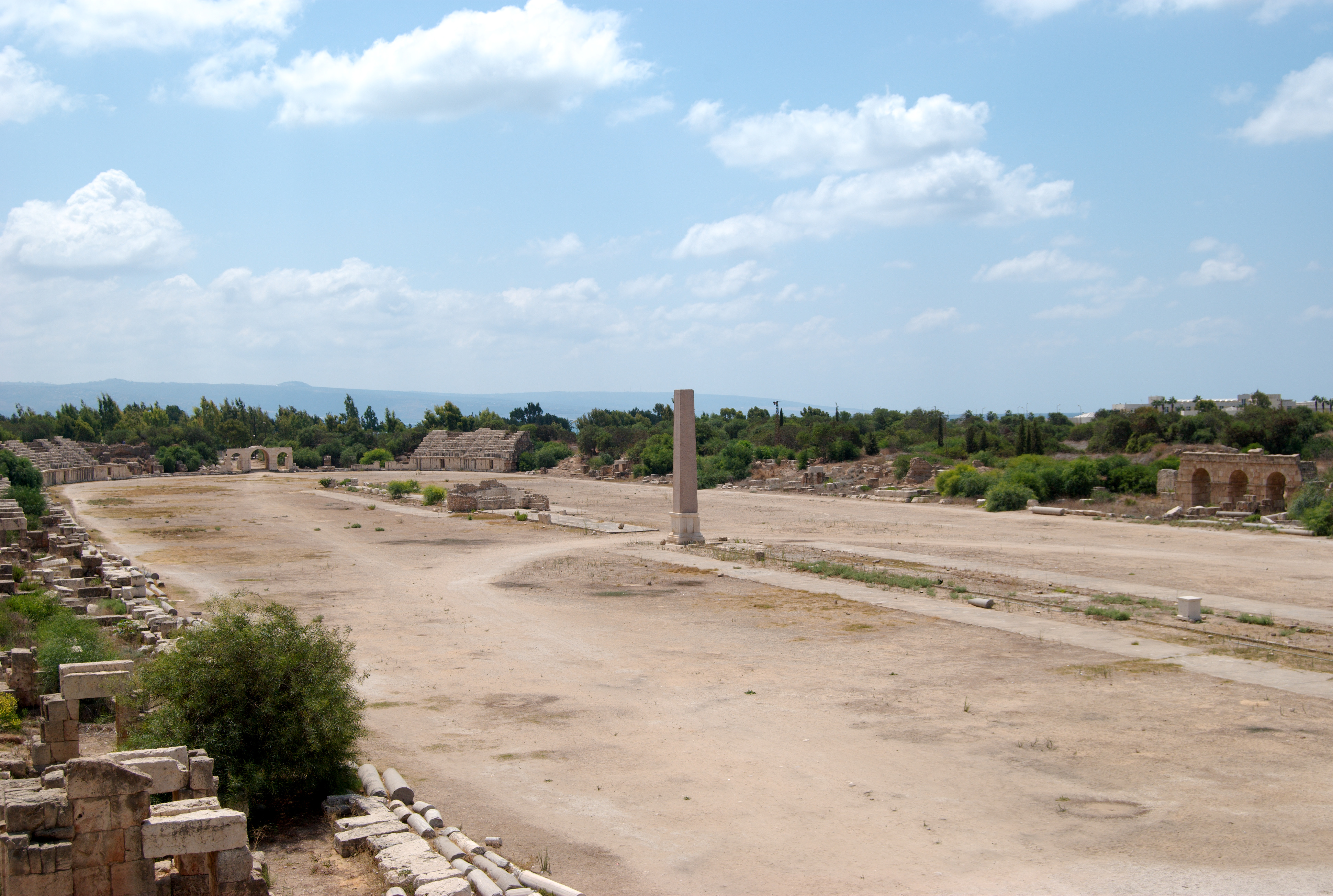
آثار رومانية في قلعة «صور» البحرية

لم يتسبّب انتقال السلطة من السلوقيين إلى الرومان، بالنسبة لدول الشاطئ الفينيقي، بحرمانها من استقلالها، بل إنَّ الرومان اعترفوا بهذا الاستقلال الذاتي واحترموا مقوّماته. وكان إميليوس سكورس، مفوّض بومبيوس في صور وآمر قواته، يظهر كثيراً من التقرّب والتودّد للمدينة، حتى أنها احتفلت حوالي سنة 60 ق م بالمناداة به حامياً لها.
واستفادت «صور» تجارياً من توطيد السلطة الرومانيّة التي أحلّت النظام بعد الفوضى التي سادت من جراء المنازعات السياسيّة، ومن تطهير البلاد من عصابات القراصنة التي كانت موانئ المتوسّط الشرقيّة تعج بها.
و كان على صور قبل أن تنعم «بالسلم الروماني Pax Romana» أن تتحمّل ويلات الحرب الأهليّة الرومانيّة، إذ هرب باسوس، أحد أنصار بومبيوس، بعد موقعة فارساليا سنة 48 ق م إلى صور وأخذ يحرّض الجنود والسكّان على يوليوس قيصر، الذي كان مشغولاً بحروبه في أفريقيا، ثم أعلن استقلاله بحكم سوريا. وبعدها بخمس سنوات تمكّن كاسيوس لونجينوس قاتل يوليوس قيصر من أن يصبح سيّد الشام كلها، فعرف كيف يستغلّها لملء جيوبه وجيوب حاشيته، ونصب ماريون ملكاً على صور، وكان محبوباً جداً من سكانها.

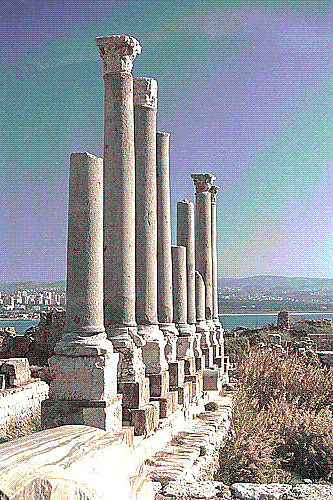
آثار قديمة في مدينة "صور" ويُعتقد أنها روماني

وبدأ ماريون حال تولّيه الحكم سياسة توسّعية، فضم الجليل إلى الممتلكات الصوريّة، ولكنه اضطر، بعدما اتخذه هيرودس ضده من تدابير، إلى أن يرجع قسماً منه.
و بعد موقعة فيلبي في مقدونيا، التي انتصر فيها أوكتافيان وأنطونيوس على بروتوس وكاسيوس، كان الشرق من نصيب أنطونيوس، فألغى التدابير التي اتخذت في عهد سلفه، كضم الجليل إلى صور واسترقاق اليهود وبيعهم، ثم خلع ماريون.
و عندما وهب انطونيوس الساحل الفينيقي ومدنه سنة 36 لكليوبترا، استثنى صور وصيدون من هذه الهبة «نظراً لاستقلالهما الموروث منذ أقدم الأزمنة»، وبالرغم من أن كليوبترا كانت ترغب في الحصول على هاتين المدينتين، قد ظلَّ أنطونيوس محافظاً لهما على استقلالهما وقد أظهر الصوريون امتنانهم الكبير لأنطونيوس، فأخلصوا له وتعلّقوا به.
وعند مجيء أوغسطس قيصر إلى الشرق في سنة 20 ق م، حُرمت المدينتان من الاستقلال الذاتي الذي كانتا تتمتعان به، ولكن هذا لم يدم طويلاً، إذ يصف سترابون الذي زار صور بعدها بقليل ـ حوالي سنة 20 م ـ المدينة بأنها مستقلة وتتمتع بالامتيازات والتسهيلات ذاتها التي كانت لها أيام البطالسة والسلوقيين.
وأحدث دخول المسيحية إلى صور تغيراً جذرياًَ في حياة المدينة وتاريخها.

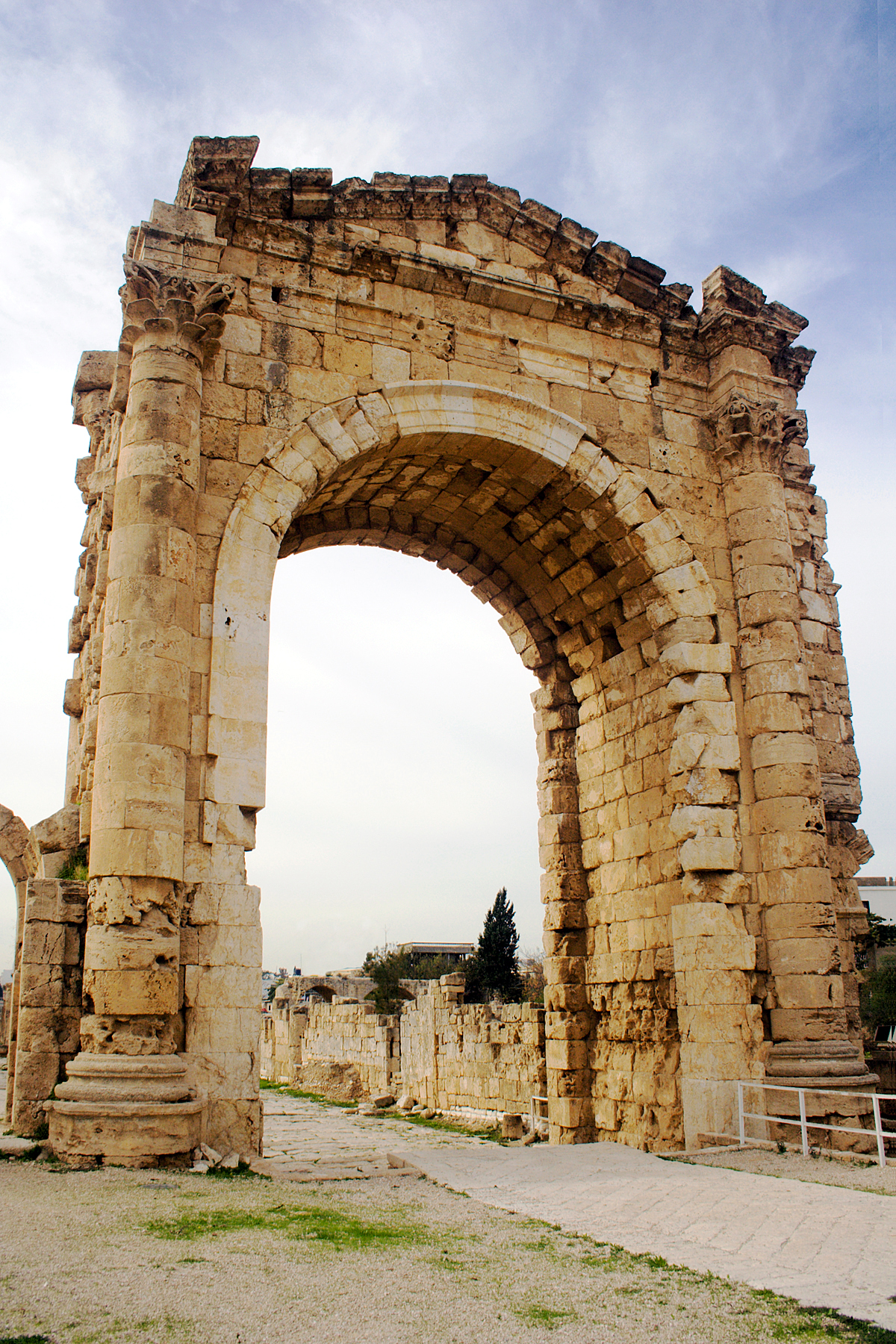
أحد معالم مدينة "صور" التاريخية

ويرجع انتشار المسيحية في مدينة ملقرت إلى زمن ظهور السيد المسيح، ومن الممكن أن تكون شهرة الناصريّ في الجليل وصلت إلى فينيقيا في أوائل تبشيره برسالته: «والذين حول صور وصيداء جمع كثير، إذ سمعوا كم صنع، أتوا إليه»
وحوالي منتصف القرن الميلادي الأول كانت في صور جالية مسيحيّة، بين أعضائها جماعة من مسيحييّ أورشليم الذين لجأوا إليها «من جراء الضيق الذي حصل بسبب استفانوس، فاجتازوا إلى فينيقية».
و زار صور سنة 57 م . بولس الرسول عند عودته من رحلته الثالثة، فوجد فيها كنيسة أنشأتها جالية المدينة، وهي من أولى الكنائس التي أنشئت في تاريخ المسيحيّة، وقد تبعته الجالية وكانت مؤلفة من نساء ورجال وأطفال، إلى المرفأ، حيث ركع الجميع وصلّوا: «وأقبلنا إلى صور لأن السفينة كانت تضع وسقها هناك، فلما صادفنا التلاميذ مكثنا هناك سبعة أيام... ولما قضينا الأيام خرجنا وسرنا وهم يشيعوننا بأجمعهم مع النساء والأولاد إلى خارج المدينة، فجثونا على الشاطئ وصلّينا. ثم ودّع بعضنا بعضاً وركبنا السفينة».
وفد قويت الطائفة بعدها وزاد عدد أفرادها وأصبح لها أهمية بالغة في حياة المدينة وتاريخها.

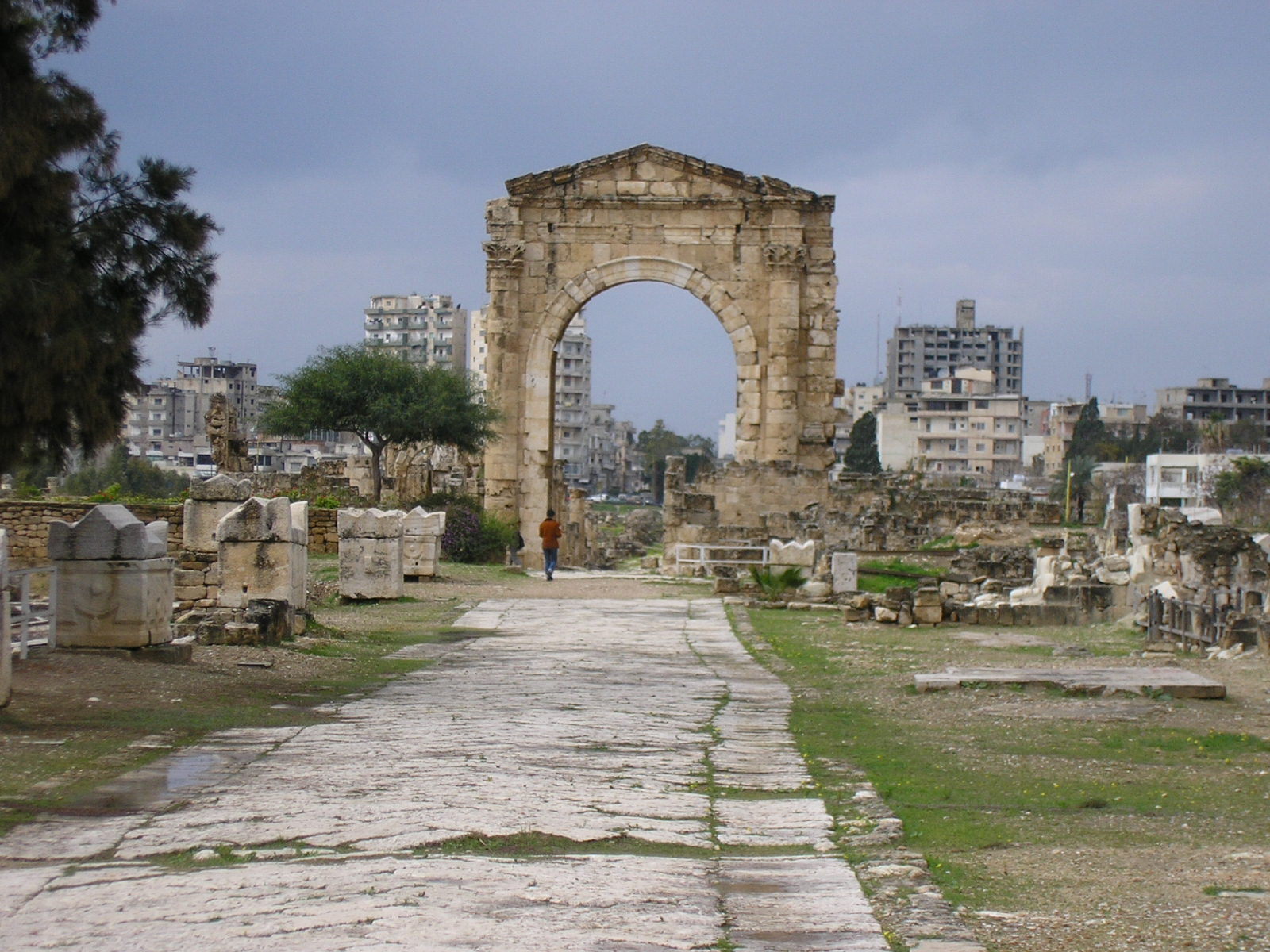
إحدى القناطر الأثرية في مدينة "صور"

وعند تولى الإمبراطور كلاوديوس مقاليد الحكم في روما (41 ـ 54 م) سمح للصوريين أن يطلقوا على مدينتهم اسم «كلاوديابولس» (مدينة كلاوديوس) دليل عطفه عليها وتقديره لها وإعجابه بتاريخها وحيويتها.
وقد بوشر في سنة 56 م . في عهد الإمبراطور نيرون بشق الطريق الدولي الذي يمتد من إنطاكية إلى مصر، ماراً بصور وبتولمايس (عكا). ولم تكن أهمية هذا الطريق تقتصر على النواحي العسكريّة، بل ان صور قد استفادت منه كثيراً من الناحية التجاريّة.
وفي أيام الإمبراطور فسبسيان (69 ـ 79) بدات صور بإصدار النقود للولاية الشامية كلها، إلى جانب النقود التي كانت تصكها كمدينة ذات استقلال ذاتي.
واشتركت صور سنة 66 م مع باقي المدن الفينيقية وفلسطين بملاحقة، مبرهنة بذلك على ولائها الشديد للرومان.
وفي أيام الإمبراطور تراجان (98 ـ 119) ذاعت شهرة صور بصك النقود، فجعلها هذا الإمبراطور أهم مركز لصكّها، وأصدر فيها تترادرخمات فضية تحمل صورته على أحد وجهيها، وملقرت أو إحدى شعاراته على الوجه الآخر، وجعلها قيد التداول في مناطق كثيرة، مستفيداً من نشاط الصوريين التجاري لتقوية النفوذ الروماني في تلك الأنحاء.
وبعد كلمة بليغة ألقاها الخطيب الصوري أباولوس امام الإمبراطور هدريان (117 ـ 138) منح الإمبراطور صور لقب «متروبولس» (الحاضرة أو العاصمة) واضعاً بذلك حداً للنزاع بين صور وصيدون على هذا اللقب، وقد ساند هذا الإمبراطور جهود الصوريين الرامية إلى الحلول محل إنطاكيا كمركز ديني لكل المقاطعة الشامية.
وعلى إحدى الكتابات التي عثر عليها في بوتيولي، أحد مراكز تجارة الصوريين، وأكبر مدينة تجارية إيطالية في العهد الروماني تظهر صور كمدينة «مستقلّة مقدّسة وحرام، وعاصمة فينيقيا».
وأخذت أهمية صور التجاريّة والسياسيّة تزداد يوماً بعد يوم، حتى طغت على مركز صيدون التي كانت قد انتزعت منها الزعامة لفترة.

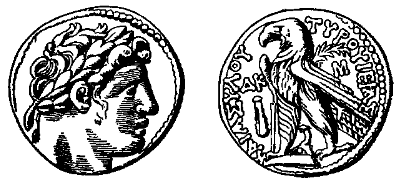
نقود تعود لحقبة ماضية في مدينة "صور"

وفي سنة 193 حدث ما يعكّر الجو السياسي في «صور» ويضرّ بهذا التقدم، إذ كانت المدينة ضحيّة للنزاع على عرش روما، الذي نشب بين نيجر والي الشام، وسبتيموس سفيروس والي بابونيا، وكان نيجر يقود قوات الشرق، ولكن صور ولاوديسيا أيدتا سفيروس . وعندما وصلهما أن نيجر أخفق في صد سفيروس عن ممرات طورس، أعلنت المدينان ولائهما جهاراً لسفيروس، ودمّرتا إشارات نيجر العسكريّة وأعلامه، فأرسل هذا قوات موريتانية لتدمير المدينتين ووضع الحدّ على سكانهما، فقام هؤلاء بما أوكل إليهم ونهبوا صور وأحرقوها بعد إراقة كثير من دماء أهلها.
وبعد هزيمة نيجر سنة 194 كافأ سفيروس «صور» على ولائها وإخلاصها فأعاد إعمارها وجلب إليها سكّاناً جدداً كان أغلبهم من الفرقة الثالثة التي كانت ترابط في المنطقة.
وساعد صور على سرعة ازدهارها ما عمد إليه سفيروس من تقسيم الشام إلى ولايتين: الشام الداخلية والشام الفينيقية، وقد امتدّت الشام الفينيقيّة إلى أكثر بكثير مما كانت تمتد فينيقيا، فشملت حماة (اميزا) وتدمر، وجُعلت صور عاصمتها ومركز مجلسها الاتحادي (koinon) ومقر رئيسه.

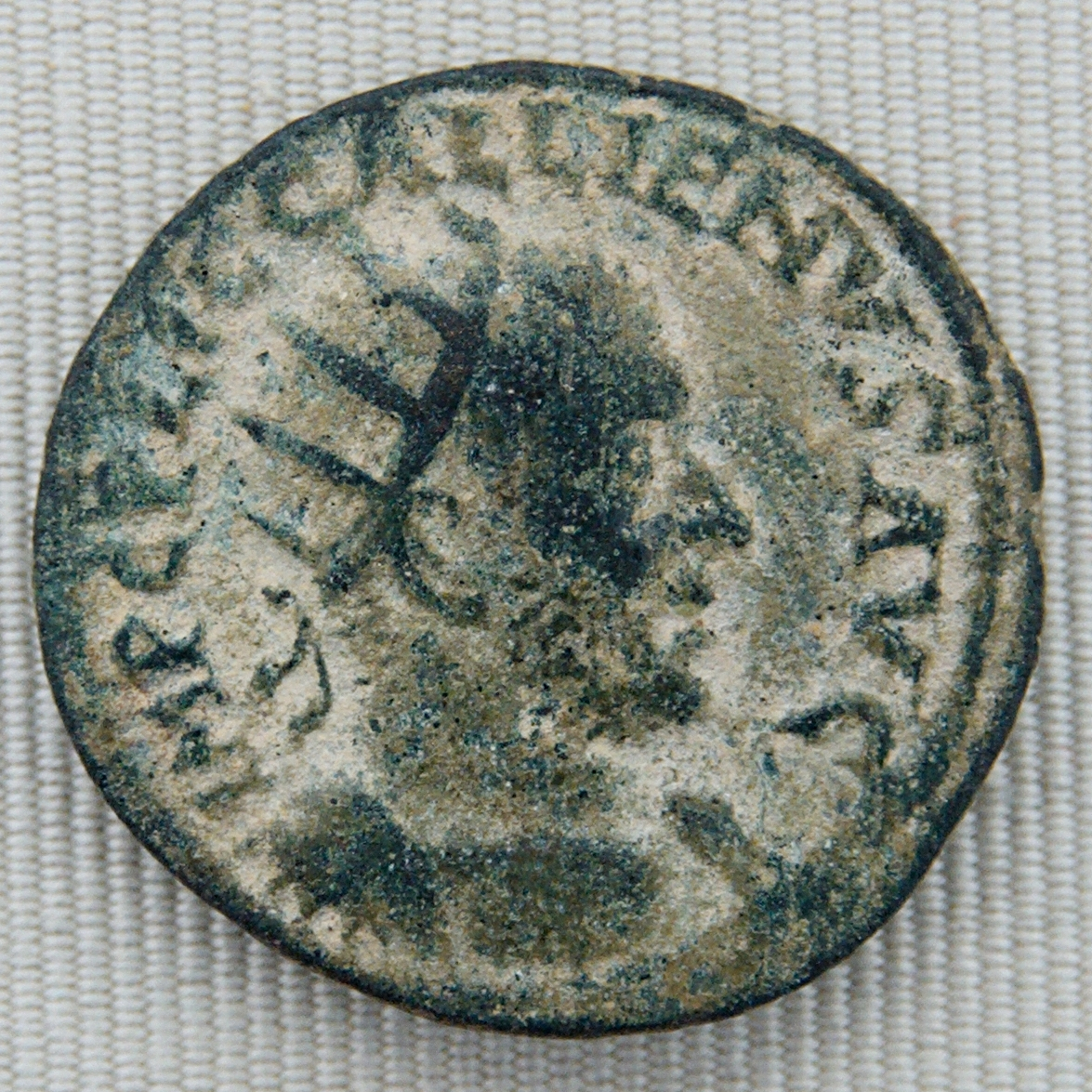
دنانير صوررية تٌعود للحٌقبة الرومانية في المدينة

وبعد قليل رفع الإمبراطور صور إلى درجة مستعمرة تتمتع «بالشرع الروماني Jus Italicus» وكل الامتيازات التابعة لهذا اللقب، كاعتبار أهل المستعمرة رعايا رومانيين، لهم ما لأبناء روما من الحقوق، وإعفائهم من الضرائب الثلاث: الخراج والجزية والمكوس، والسماح لهم برفع دعاويهم من ديوان الحاكم المحلي إلى ديوان الإمبراطور في روما، وأصبحت المدينة تحمل لقب: «صور العاصمة مستعمرة سبتيموس سفيروس»، ومقراً للكتيبة الرومانية الثالثة.
ولكن صور استعادت، بعد مصر إله الجبل الفاجع في شوارع روما، حقوقها كاملة وأصبحت من جديد مقراً للكتيبة الثالثة.
وشهد العام 250 ـ 251 اضطهاداً عاماً للمسيحيين في كل الإمبراطورية الرومانية بناءً على أوامر الإمبراطور دسيوس الذي كان يرغب في إحياء الديانة الرومانية الوثنية، فزجَّ من جراء ذلك بكثير من المؤمنين في ظلمات السجون، وبينهم المعلم الكنسي الكبير أوريجين الذي تعرّض لأقسى أنواع العذاب ووضع في قيد من الحديد. وعندما أطلق سراحه بعد أن هدأت حركة الاضطهاد وخفّت الملاحقات، كان عليل الجسم متهدماً. وبتأثير العذاب الذي قاسى منه في السجن، قضى سنة 253.
ولم تستطع الملاحقات المتواصلة والاضطهاد الشديد أن تقضي على كنيسة صور، التي أصبحت منذ نهاية القرن الثاني مقراً لأسقفية مسيحية، فيبرز مارينوس مطران صور «كألمع أساقفة الشرق وأشهرهم» في هذه الفترة.
خلال هذا القلق الديني، كانت صور ماضية في الازدهار والانتعاش في تجارتها وصناعتها، وخصوصاً صناعة الأرجوان الصوري حتى أن روما احتفظت لنفسها بحق الإشراف على هذه الصناعة فيها.
وفي عهديْ ديوكلسيان (284 . 305) ومكسيمين (305 ـ 313) أصبحت المدينة من جديد مسرحاً لأعمال العنف والإرهاب، فأهل صور الذين كانوا لا يزالون على دين آبائهم ـ دين ملقرت وعشترت وبعل شميم ـ أرعبتهم النجاحات التي كانت تحرزها الديانة المسيحية في مدينة ملقرت، فاستنجدوا بالسلطة الرومانية لوضع حد لتوسع المسيحية وانتشارها بينهم، كما يتضح من المنشور الذي وجهه مكسيمين إلى أهالي صور، رداً على عريضة تقدموا بها إليه: "يحق لمدينتكم أن تفخر بأنها مقر الآلهة الخالدين ومكان إقامتها، وهذا واضح من البحبوحة والنعم التي تتمتع بها المدينة، لسكنى آلهة السماء فيها".

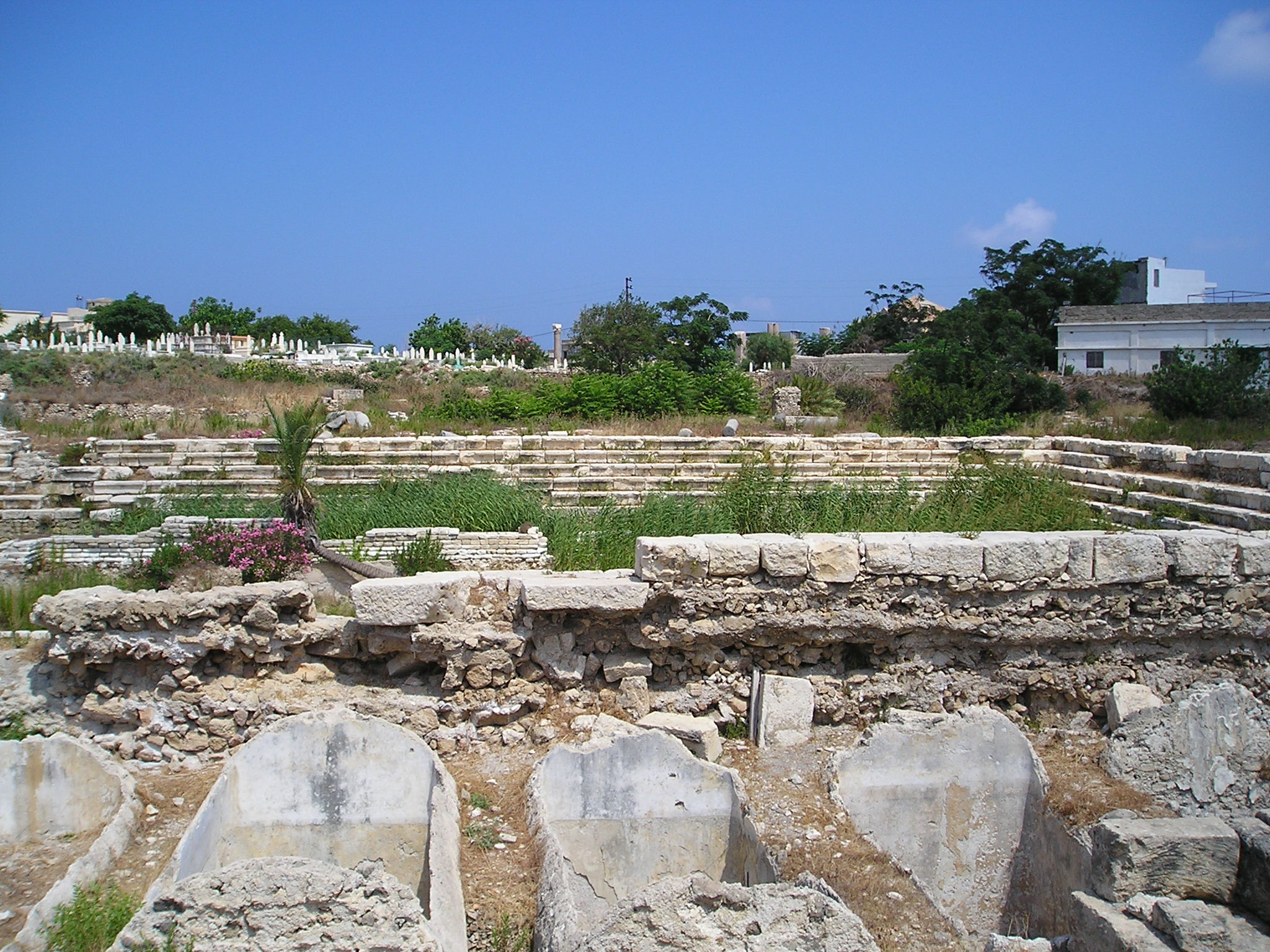
أحد المسارح القديمة في مدينة "صور"

وجلي أن هذه الفكرة المنقذة قد هدتكم إليها الآلهة لتقواكم وإيمانكم، ومن الأكيد أن زفس السامي والعظيم الذي يرئس على مدينتكم المشهورة، والي يحمي آلهة آبائكم من كل فساد، ويصون نسائكم وأطفالكم ومنازلكم، هو الذي أرشد أرواحكم إلى هذه الإرادة المحرّرة.
... وإذا ما بقوا على ضلالهم وتمادوا في غوايتهم، فانبذوهم بعيداً عن مدينتكم وعن جوارها ".
وفي سنة 313 انتصر قسطنطين على مكسنسيوس على أبواب روما وأصدر بيان ميلان الذي يضمن فيه الحريات الدينية و «حق كل امرئ بممارسة طقوسه الدينية حسب رغباته»، وسرعان ما فتحت السجون المكتظّة بالمسيحيين أبوابها، ولم يعودوا بحاجة لإداء صلواتهم وإقامة شعائرهم في المخابئ والسراديب، وأعيد بناء بيوت الله في كل مكان، وقامت صور الغنيّة المترفة، بتوجيه وإشراف مطرانها الأسقف باولينوس، بين 313 و323، بإنشاء كنيسة جديدة على أنقاض تلك التي هُدمت خلال أحداث سنة 303.
كانت هذه الكنيسة أقدم كاتدرائية مسيحيّة على الإطلاق، بُنيت قبل كنيسة القيامة فوق القبر المقدّس في أورشليم بعشر سنوات، وقبل كنيسة المهد في بيت لحم التي شيدتها الإمبراطورة هيلانة حوالي سنة 330. وإذا كان هيكل ملقرت في صور أقدم ما تعيه ذاكرة البشرية، فإن كنيسة صور كانت أقدم ما أنشئ من كاتدرائيات في تاريخ المسيحيّة.
وأمام جماعة كبيرة من ألمع شخصيات ذلك العصر، ألقى المؤرخ الكنسي أويزيب كلمة الافتتاح، مضمناً إياها وصفاً مفصلاً للكنيسة وكيفية إنشائها، أصبح ذا أهمية تاريخية كبيرة، بوصفه أقدم وصف لدينا لكنيسة مسيحيّة.
وحوالي سنة 330 م اقتطع الإمبراطور قسطنطين من ولاية سوريا الفينيقية التي كانت صور عاصمتها، نصفها الشرقي ودعاه " الولاية العربية اللبنانية العظيمة " Province Arabia Augusta Libanensis " ولكن خلفه كونستانس أبطل هذا التدبير وأرجع إلى صور الولاية المفصولة.
ولم يحدث خلال القرنين الثالث والرابع ما يعيق تقدّم صور التجاري والصناعي، حتى أواخر القرن الرابع عند زحف قبائل الهون على سوريا وتهديدها لصور، وقد اضطرت المدينة إلى أن تتخلّى عن ممتلكاتها البريّة وإلى أن تنسحب منها.

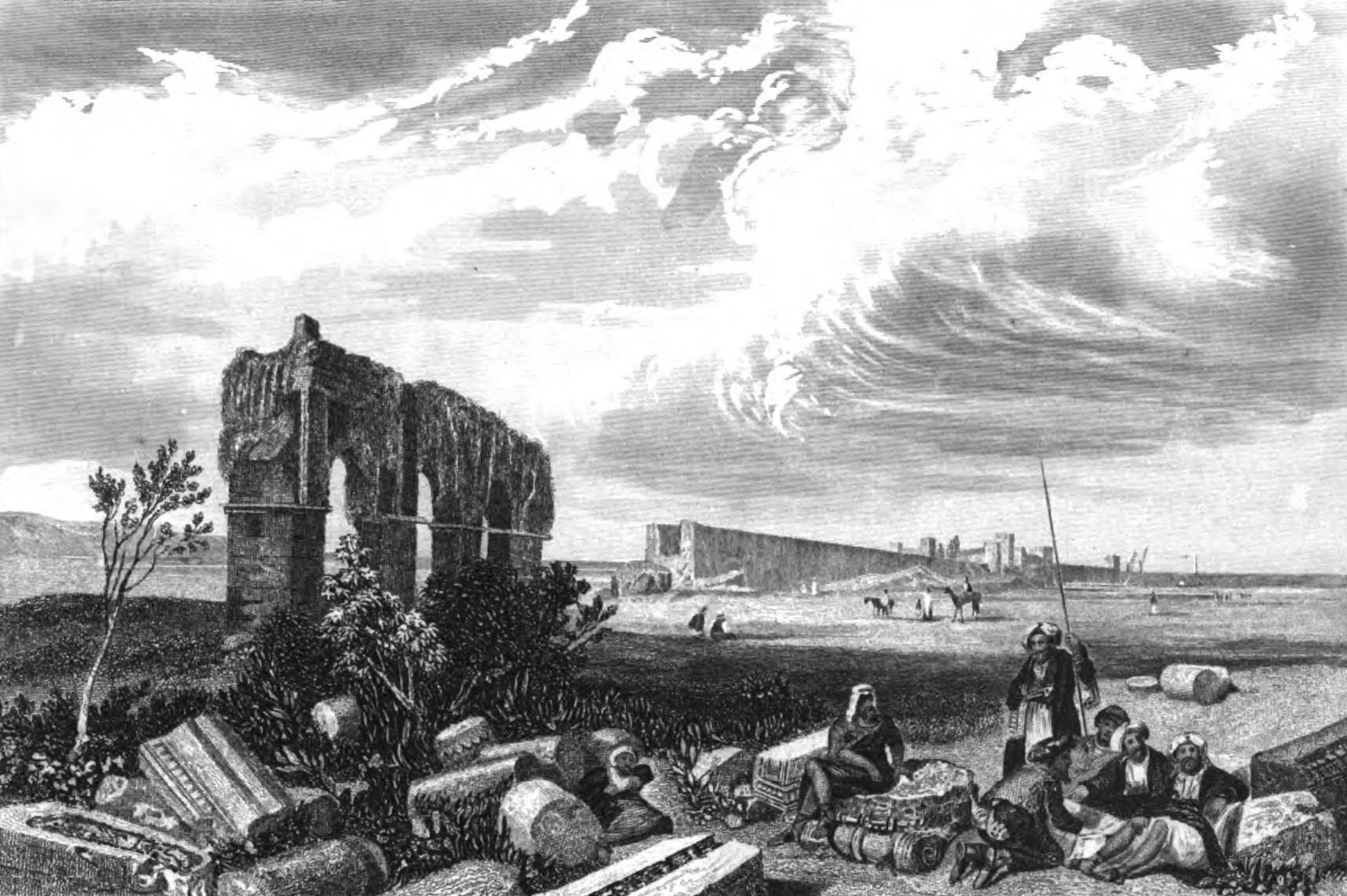
رسم قديم للمدينة عام 1837

والظاهر أن هذا الخطر قد مرَّ بها مروراً عابراً، إذ تظهر في أواخر القرن الرابع وأوائل القرن الخامس مدينة غنيّة مزدهرة حافلة بالتحف والكماليّات، مواطنوها محترمون ومنظورون، مشهورة بملعبها الشعبي (السيرك) وحيواناته وممثليه.
وعندما زار صور القديس هيرونيموس (340 ـ 420) وجدها في ازدهار وعمران عظيمين منعاه أن يصدق أن هذه المدينة هي التي تنبأ لها حزقيال بالخراب التامّ، وأثنى على مرفئها الذي يستقبل السفن من جميع الأنحاء، ووصفها بأنها «سوق الجزر الكثيرة».
وقسمت فينيقيا حوالى سنة 400 م مجدداً إلى ولايتين: فينيقيا البحرية أو سيرو ـ فينيقيا وفينيقيا اللبنانية وولي على الأولى قنصل، بينما تولى الأحكام في الثانية رئيس برايسيس وقد بقيت صور عاصمة الأولى ـ فينيقيا البحريّة ـ حتى الفتح العربي.
وفي سنة 501 ـ 502 تعرّضت صور لهزة أرضية عنيفة، ولكن المدينة تغلّبت بسرعة على هذه الكارثة الطبيعيّة، إذ كان الترف والغنى يسودان جوّها عندما زارها الرحّآلة بلاسنتينوس حوالي 570 م.
وترك لنا أنطونيوس، أحد الحجاج إلى الأماكن المقدّسة، صورة مماثلة عن المدينة في ذلك الزمن، فقد روى «أن في صور رجالاً ذوي نفوذ كبير، ولكن الحياة فيها خليعة والترف والمجون فيها لا يمكن وصفهما، وفي بيوت عموميّة، وتحاك في مشاغلها منسوجات الحرير وانواع كثيرة من الأقمشة».
وفي أوائل القرن السابع (604 ـ 628) تأثّرت صور كثيراً بغزوات الفرس على فينيقيا وسوريا وفلسطين، وساند اليهود المقيمون فيها الفرس وأخذوا يقتلون مسيحيي صور ويهدمون كنائسهم، ولكن الصوريين استطاعوا بعدها أن ينتقموا لأنفسهم شرّ انتقام.

### صور في العصر الأموي
كانت صور عند بداية حركة الفتوحات الإسلامية تعتبر داخلة في قطاع جند الشام ولذلك كان المكلف بفتحها الصحابي «شرحبيل بن حسنة» الذي أنيطت إليه مهمة فتح هذا القطاع، وتمكن من فتحها في أواخر سنة [[13هـ]9] / 633 م.
ووجدت المدينة العناية مبكراً من المسلمين، حيث قام معاوية بترميمها،
وفي سنة 59 هـ / 679 م تمكن البيزنطيين من الاستيلاء عليها وعلى صيدا وتسلقوا جبال لبنان بمساعدة الجراجمة، إلى أن عقد معاوية الهدنة مع الإمبراطور واستعاد المدينة.

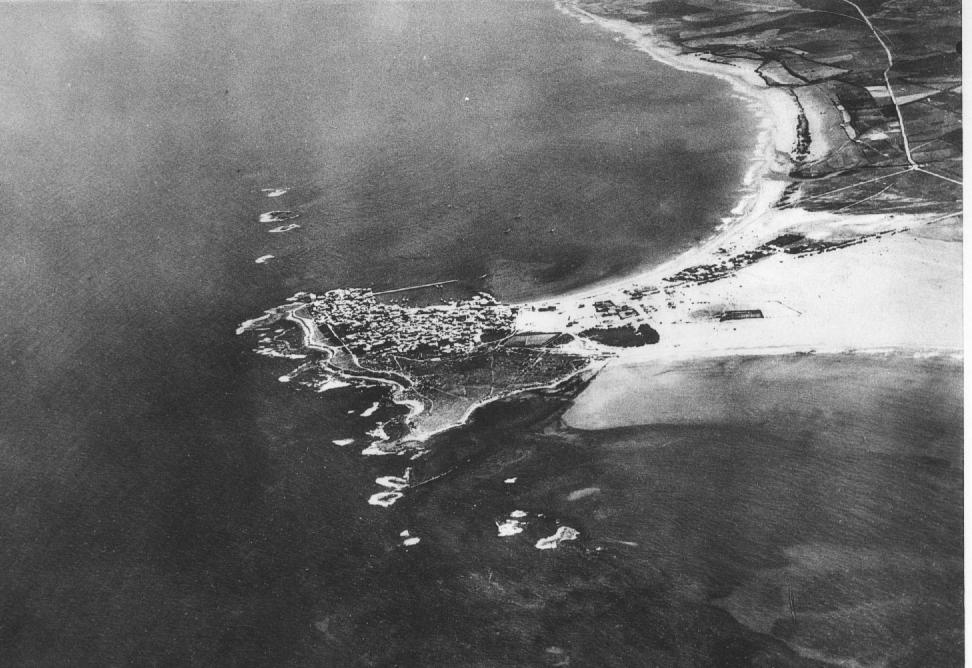
صورة جوية لصور عام 1934

### دار الصناعة البحرية
وفي عهد عبد الملك بن مروان جرى تجديد بنائها بعد أن كانت خربة، وارتفع شأنها بين المدن الساحلية حين نقل إليها هشام بن عبد الملك دار الصناعة البحرية، وكانت الصناعة في جند الأردن بعكا، فذكر «أبو الخطاب الأذري» أنه كانت لرجل من «أبي مـُعيط» بعكا أرجاء ومستغلات، فأراده هشام بن عبد الملك على أن يبيعه إياها، فأبى المعيطي ذلك عليه. فنقل هشام الصناعة إلى صور، وإتخذ بصور فندقاً ومستغلاً. وقال «الوافدي»: لم تزل المراكب بعكا حتى وُلي بنو مروان فنقلوها إلى صور، فهي بصور إلى اليوم.

### إمرة البحر
وفي أيام الخليفة الاموي هشام بن عبدالملك قام البيزنطيون بغزوة بحرية إلى صور سنة 70 هـ / 726م . فتصدى لهم «خالد بن الحسفان الفارسي» وأجبرهم على الفرار بعد أن استولى على سفينة لهم كانت رست على جزيرة قبالة صور، وأسر من فيها. ومن المرجح أن «ابن الحسفان»، وهو فارسي الأصل، كان والياً على صور ومن غزاة ثغرها، وكان أمير البحر بها«يزيد بن أبي مريم» الذي عزله هشام لتهاونه في مواجهة الغزاة، وولى إمرة البحر مكانه «الأسود بن بلال المحاربي»، فقطع الأسود البحر في سنة 111 هـ / 730م رداً على تلك الغزوة.
وكانت مهمة الدفاع على طول الساحل الشامي تناط بأمير البحر، ولذلك نرى الأسود، يخرج لمطاردة الغزاة البيزنطيين حين هاجموا سفينة تجارية عند ثغر بيروت. وقام بغزوة إلى قبرص في سنة 120 هـ / 738م ثم بغزوة إلى جزيرة أقريطش في السنة التالية أو التي بعدها.
وفي عهد الوليد بن يزيد زادت سلطات الأسود فأصبح أميراً على جيش البحر في ساحل الشام كله، وقاد حملة كبيرة إلى جزيرة قبرص فنزل عليها في سنة 125 هـ/ 743 م، وأتى بطائفة من أهلها وأسكنهم الماحوز بين صيدا و «صور».
وفي عهد مروان بن محمد تم ترميم ميناء صور على يد كبير البنائين «زياد بن أبي الورد الأشجعي» الذي ترك اسمه منقوشاً في عبارة ترددت في ميناء صيدا وعكا ومرعش، وحتى أذربيجان: «... هذا ما أمر بإصلاحه أمير المؤمنين مروان، وجرى على يد زياد بن أبي الورد».

### الرباط في صور
وكانت صور من أهم ثغور الشام عند المرابطين المنقطعين للجهاد والغزو، حتى إن الإمام الأوزاعي كان يفضل الإقامة والرباط فيها على بيروت، وعبر عن ذلك بقوله لحسان بن سليمان الساحلي: «عليك بصور فإنها مباركة مدفوع عنها الفتن، يصبح فيها الشر فلا يمسي، ويمسي فيها فلا يصبح، قبر نبي في أعلاها ولو أنني استقبلت من أمري ما استدبرت ماعدلت بها بلداً».

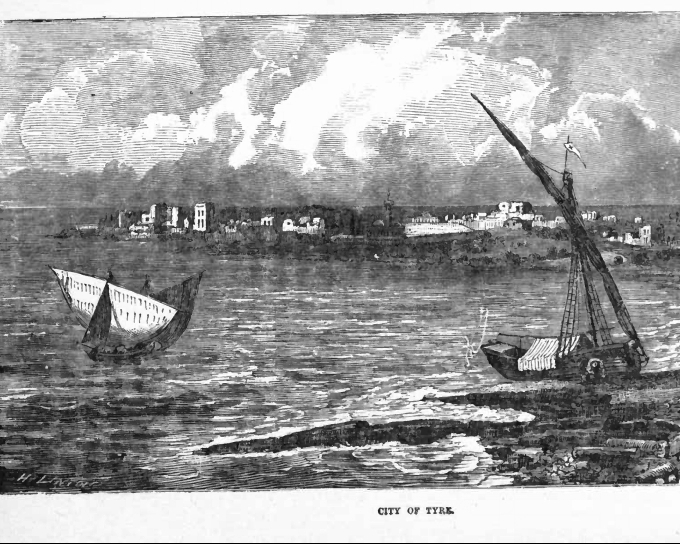
رسم لمدينة صور عام 1887 م

وقد رأى الزاهد المرابط «إبراهيم بن أدهم مدينة» صور«في نومه كأنها ياقوتة بيضاء، ولذلك خرج من كورة بلخ وهو صغير يحلم بنزول صور والإقامة فيها، وحول ذلك روى مولاه فرج بصور سنة 186 هـ/ 803 م، فقال:» كان إبراهيم بن أدهم رأى في المنام كأن الجنة فتحت له، فإذا فيها مدينتان، إحداهما ياقوتة بيضاء، والأخرى من ياقوتة حمراء، فقيل له: أسكن هاتين المدينتين فإنهما في الدنيا، فقال: ما اسمهما؟ قيل: إطلبهما فإنك تراهما كما أوريتهما في الجنة، فركب يطلبهما، فرأى رباطات خراسان، فقال: يافرج ما أراهما! ثم جاء إلى قزوين، ثم ذهب إلى المصيصة والثغور، حتى أتى الساحل في ناحية صور، فلما صار النواقير – وهي نواقير نقرها النبي سليمان بن داود على جبل على البحر – فلما صعد عليها رأى صور، فقال: يا فرج هذه إحدى المدينتين، فجاء حتى نزلها، فكان يغزو مع أحمد بن معيوف، فإذا رجع نزل يمنة المسجد، فغزا غزوة فمات في الجزيرة، فحمل إلى صور، فدفن في موقع يقال له مدفلة. فأهل صور يذكرونه في تشبيب أشعارهم، ولا يرثون ميتاً إلا بدأوا بإبراهيم بن أدهم. قال القاسم بن عبد السلام: قد رأيت قبره «بصور»، والمدينة الأخرى عسقلان.
وكان سفيان الثوري يحدث بعسقلان، فربما حدث الرجل الحديث فيقول له: هذا خير لك من ولايتك عسقلان وصور.
ومن الأمراء والغزاة والمرابطين الذين نزلوا بها ووصلتنا أسماؤهم في هذه الحقبة: الأسود بن بلال «أمير البحر»، وخالد بن الحسفان الفارسي أحد الغزاة، «وأبو علي» حسان بن سليمان الساحلي الذي رابط فيها وروى عنه «أبو حفص» عمر بن الوليد الصوري.
ويظهر أن الفرس الذين نقلهم معاوية إليها قاموا ببناء مسجد خاص بهم، ولذا عرف بمسجد الفرس.
وحظيت «صور» في أيام معاوية بقائد بحري ذاعت شهرته وشجاعته وجرأته وصلابته في البلاد، حتى إن البيزنطيين، كانوا يخشونه لكثرة غزواته إليهم وكيده بهم، لدرجة أنهم قاموا برسم صورة له في بعض كنائسهم الكبيرة ليتعرفوا إليه ويحذروه . وقد وصفه المسعودي بأنه كان عارفاً بالسواحل، كثير الغزوات في البحر، صـُمـُلا من الرجال، مرطاناً بالرومية، وحكى عنه حكاية تدل على جرأته.

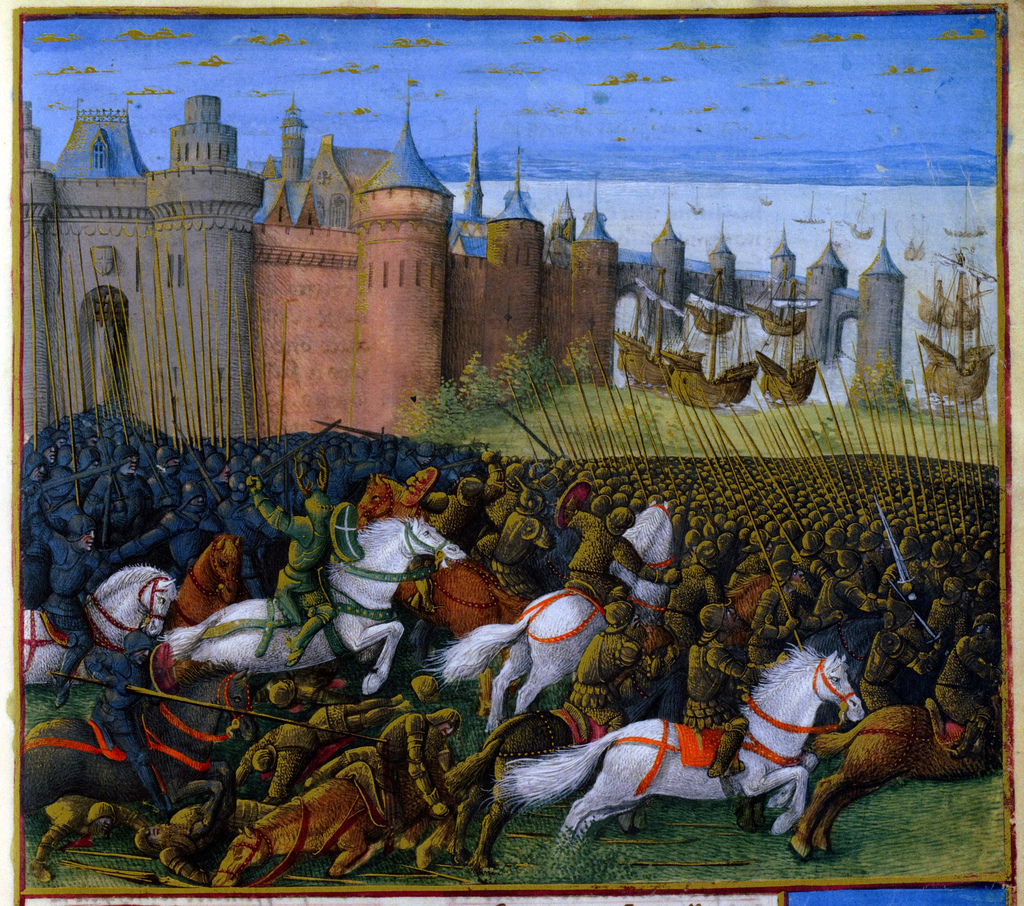
الجيش الصليبي يلتف حول سور المدينة بحثا عن ثغرة "صور عام 1187هـ"

## صور في العصر العباسي
في العصر العباسي بدأت كتابات الرحالة والجغرافيين  تتوالى في وصف مدينة «صور»، وكانت البداية مع ابن الفقيه الهمداني الذي اكتفى بالقول: «صور: منبرها إلى دمشق، وخراجها إلى الأردن». وقال كعب الأحبار:«من أراد منكم أن يجمع له دينه ودنياه فعليه بصور».
وبعد أن تمكن عيسى بن الشيخ -والي فلسطين- من التغلب على الموفق الخارجي في سنة 251 هـ/ 865م طلب من الخليفة العباسي المستعين بالله أن يكتب إلى صاحب صور في توجيه أربع مراكب بجميع آلها لتكون تحت تصرفه.
وحين رفض ابن الشيخ البيعة للمعتمد بالخلافة، وغلبه العباسيون لجأ بأهل بيته إلى صور وتحصن بها، وحتى لاتتعرض المدينة وميناؤها للتخريب أثر الخليفة أن يخرجه منها بالتفاوض، فأرسل إليه الفقيهين: «إسماعيل بن عبد الله المروزي» و«محمد بن عبيدالله الكريزي القاضي»، وبعث معهما رسوله «الحسين الخادم» المعروف بـ «عرق الموت»، فعرضوا على غبن الشيخ أن ينصرف من الشام أمناً ويتولى بلاد أرمينية، فوافق، وخرج من صور بطريق الساحل إلى ولايته بين سنتي 256 – 257 هـ / 870 م.
وما إن أعلن «أحمد بن طولون» استقلاله بحكم مصر عن العباسيين وضم بلاد الشام إليه في سنة 264 هـ/ 878م، حتى قام بجولة تفقد فيها السواحل، فمر بثغر «صور»، وعكا، ويافا، وكانت «صور» بحالة جيدة فأعجبه بناؤها العجيب وأدهشه، وحين وصل إلى عكا وجد أنها لم تكن بحالة صور، فجمع صناع البلاد وعرض عليهم منعة «صور» واستدارة السور على مينائها، وطلب إليهم أن يبنوا سور عكا وميناءها على غرارها، فاعتذروا له وقالوا: «لايهتدي أحد إلى البناء في الماء في هذا الزمان!»، ثم ذ ُكـِر له «أبو بكر البناء» وقيل: «إن كان عند أحد علم هذا، فعنده».
وهنا أترك الجغرافي الرحالة المقدسي المعروف بالبشاري، وهو حفيد أبي بكر البناء يحدثنا عن كيفية بناء سور عكا البحري، ومن خلال هذا الوصف يمكن أن نتخيل ما كان عليه ثغر «صور» في ذلك الوقت.

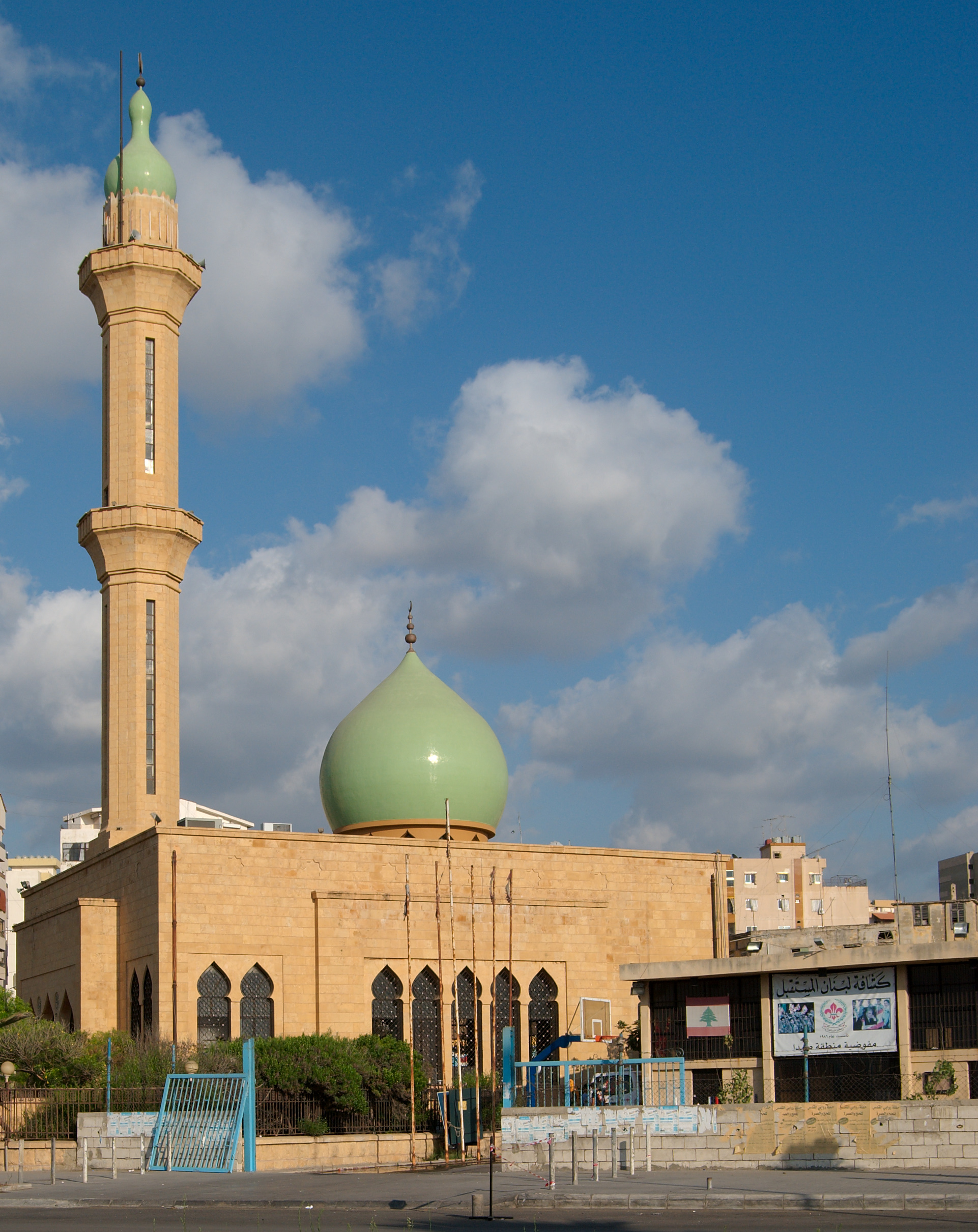
أحد المساجد التاريخية في مدينة «صور»

يقول البشاري أن جده أتى بغلق من شجر الجميز الغليظة فصفها على وجه الماء بقدر الحصن البري، وخيط بعضها ببعض، وجعل لها باباً من الغرب عظيماً، ثم بنى عليها بالحجارة والشيد، وجعل كلما بنى خمس دوامس ربطها بأعمدة غلاظ ليشتد البناء، وجعلت الفلق كلما ثقلت نزلت، حتى إذا علم أنها قد جلست على الرمل تركها حولاً كاملاً، حتى أخذت قرارها، ثم عاد فبنى من حيث ترك، كلما بلغ البناء إلى الحائط القديم داخله فيه وخيطه به، ثم جعل على الباب قنطرة، فالمراكب في كل ليلة تدخل الميناء، وتـُجـَر السلسلة مثل صور. قال: فدفع إليه ألف دينار سوى الخلع وغيرها من المركوب، واسمه عليه مكتوب".
ويقول «قدامة»: «وسواحل جند الأردن: صور، وعكا وبصور صناعة المراكب».
ويقول اليعقوبي: «ولجند الأردن من الكور: صور، وهي مدينة السواحل، وبها دار الصناعة، ومنها تخرج مراكب السلطان لغزو الروم، وهي حصينة جليلة، وأهلها أخلاط من الناس».
ويقول الإصطخري: «وصور، بلد من أحصن الحصون التي على شط البحر، عامرة، خصبة، ويقال إنها أقدم بلد بالساحل، وإن عامة حكماء اليونان منها».
ومثله قال ابن حوقل. وترددت عبارته في أكثر من مصدر عند المؤرخين والرحالة.
ويقول المقدسي البشاري: «وصور مدينة حصينة على البحر، بل فيه، يدخل إليها من باب واحد على جسر واحد، قد أحاط البحر بها، ونصفها الداخل حيطان ثلاثة بلا أرض، تدخل فيه المراكب كل ليلة، ثم تجر السلسلة التي ذكرها محمد بن الحسن في كتابه (الإكراه)، ولهم ماء يدخل في قناة معلقة. وهي مدينة جليلة نفيسة، بها صنائع، ولهم خصائص. وبين عكا وصور شبه خليج، ولذلك يقال: عكا حذاء صور إلا أنك تدور، يعني حول الماء».
وقيل: صور، بل هي في البحر، لأنه يدور عليها ويـُدخل إليها على جسر، ويدخل إليهم الماء في قناة معلقة، وهي نصفين، نصف كبس، ونصف حيطان في الماء على ما ذكرنا من عكا. وله "باب"، "وإنما تدخل المراكب هذا الحيز، وتجر السلسلة كي لايعبر عليها الروم بالليل، وصور مدينة نفيسة، بها صنائع كالبصرة وحصائص، ومنها أكثر سكر الشام. ولهم ماء غزير، ومزارع القصب بها كثير". ومن صور: السكر والخرز، والزجاج المخروط، والمعمولات". "وماء صور يحصر".
ويُنسب إلى صور «القفيز»، وهو مكيال للوزن، يساوي ثلثي مدي إيليا، كما يـُنسب إليها «الصاع» وهو مكيال للقمح، وكيلجة إليا تساوي نحو صاع ونصف صاع صوري، وكما نـُسبت بعض المكاييل إلى صور منذ ذلك التاريخ المبكر، فقد نسب إليها في فترة لاحقة «الدينار الصوري»، ونوع من الكاغد أو الورق يـُعرف بـ «الطاق الصوري» كان يكتب عليه المصحف بماء الذهب.

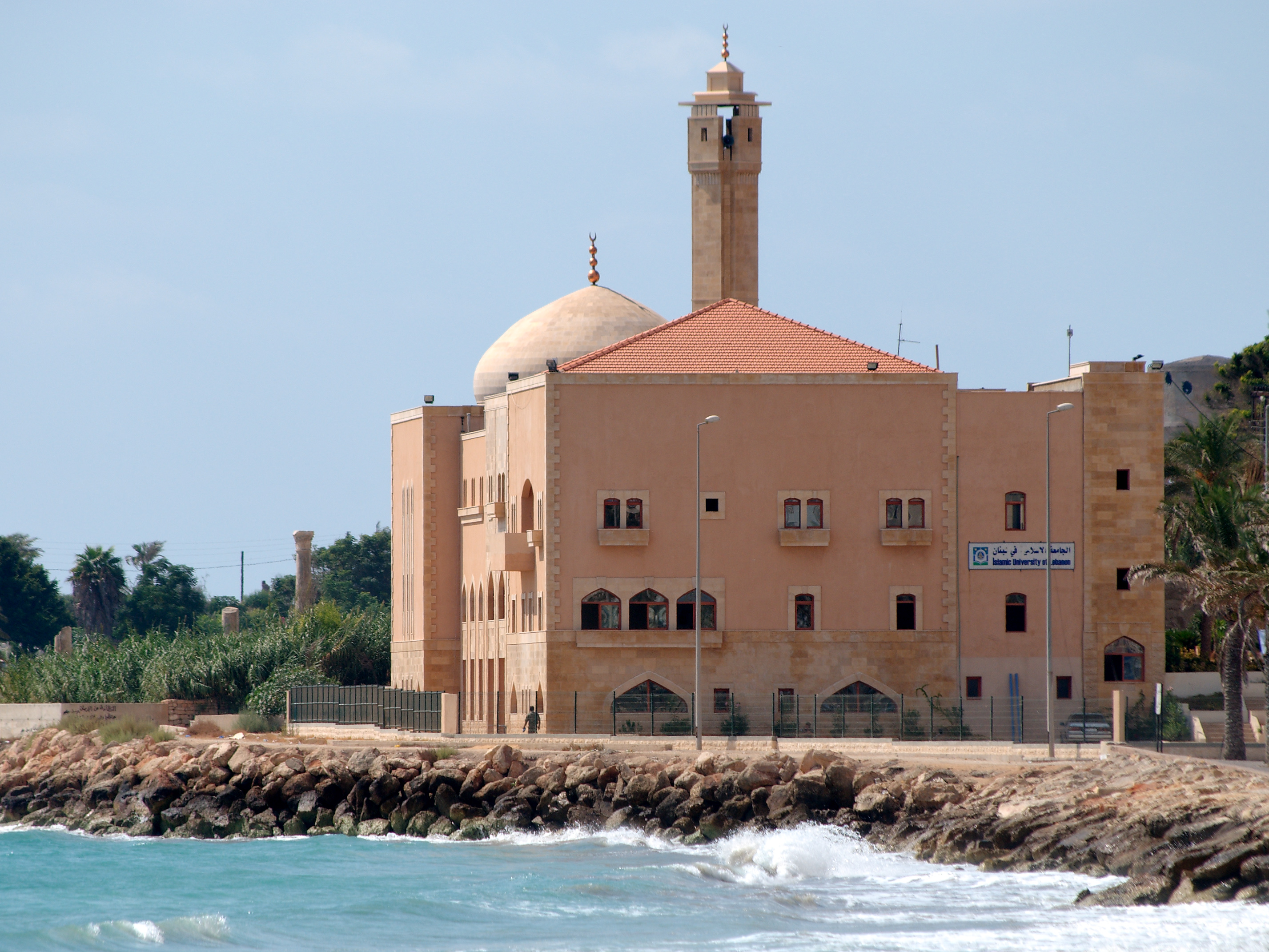
الجامعة الإسلامية تطل على البحر في «صور»

وما دمنا بصدد ما نسب إلى صور، فلا يفوتني في هذا المجال أن أذكر البحار دميان المعروف بـ «دميان الصوري» الذي أرعب البيزنطيين هو والبحار العظيم ليو الطرابلسي وكان ممن أسهم في إسقاط الدولة الطولونية في مصر.
وفي سنة 296 هـ/ 908 م يحقق أسطول صور البحري انتصاراً على الروم بقيادة القاضي محمد بن العباس الجمحي.
ودخلت صور بحوزة القائد العباسي «محمد بن رائق» سنة 327 هــ/ 938 م فنزل بها لبعض الوقت ومعه غلام له يـُدعى «مشرق». وقبل أن يتوجه ابن رائق إلى بغداد سنة 329هـ/ 940م أضاف صور وعمل الأردن إلى «بدر بن عمار» صاحب طبرية – وقيل صاحب طرابلس.

### صمود صور في وجه الصليبيين
في العام 1111م تجمعت قوات الإفرنج على «مدينة صور»، وكانت استعصت عليهم زمنا ً طويلا ً، فقد حاولوا الاستيلاء عليها المرة بعد المرة، ولكن صمود اهلها وحصانة مينائها وموقعها الطبيعي. كل ذلك حفظ هذه المدينة الباسلة عربية، على حين تساقطت الثغور الشامية من أنطاكية شمالا ً إلى غزة جنوبًا.
وتنفرد صور في التاريخ العربي الحديث مثلًا حيًا على الصمود والبسالة، ذلك أن الإفرنج لم يتركوا وسيلة ولا حيلة إلا ومارسوها للاستيلاء على صور، ولكن من غير جدوى...
ففي شهر تشرين الثاني من ذلك العام، قام الإفرنج بحملة كبرى على صور، وبنوا ثلاثة ابراج من الخشب، ووضعوا في كل برج ألف مقاتل، لعلهم يستطيعون بذلك أن يخترقوا المدينة الصامدة.
لكن شيخا ً من أهل صور، ذا خبرة وشجاعة، قد أحرق تلك الابراج بمن فيها، وذلك بان رمى عليها حطبًا سقاه بالنفط والزيت والكبريت.

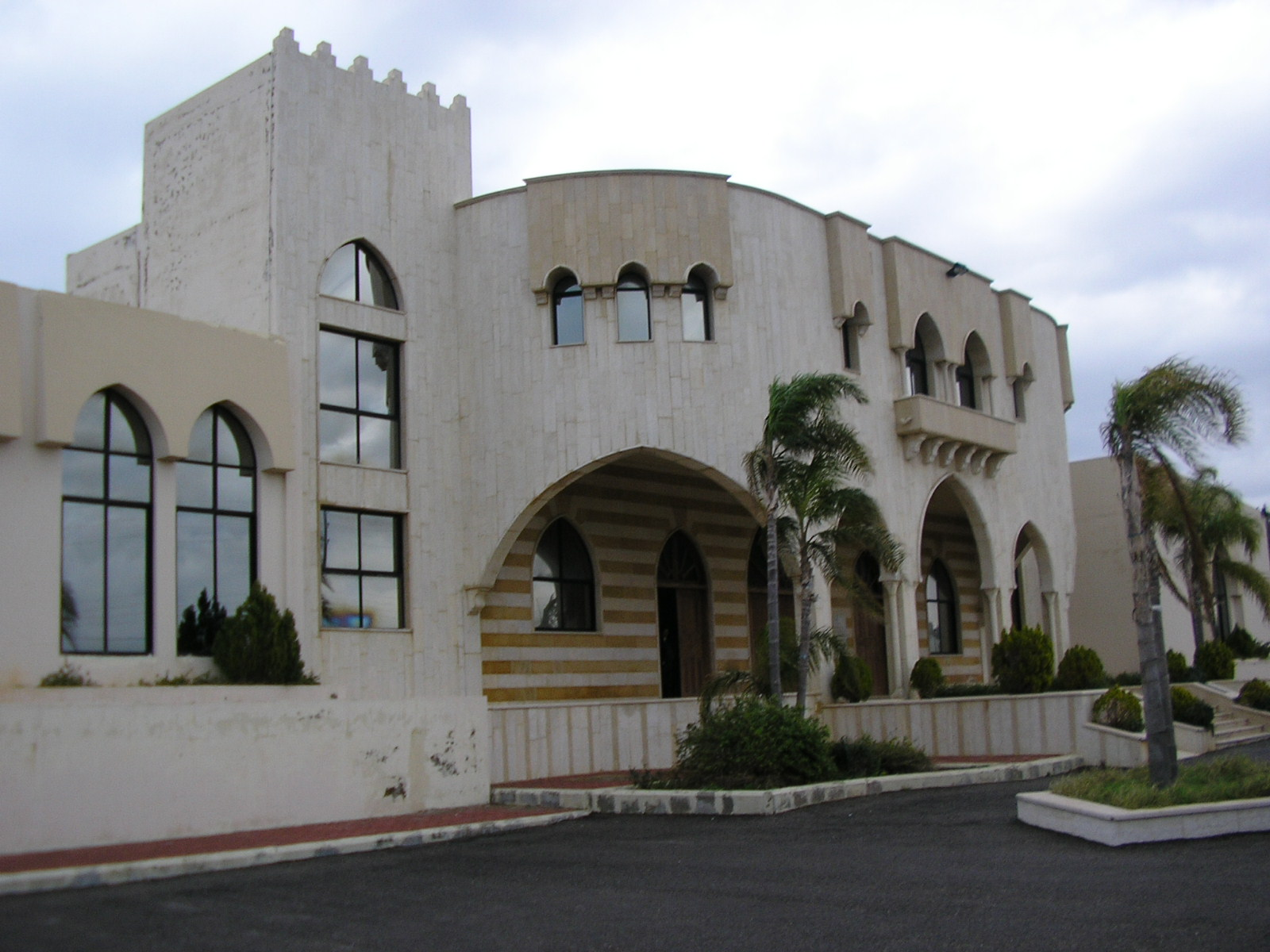
مبنى المركز الثقافي في "صور"

وأرتد الإفرنج عن صور، ولكن في ذلك العام عاودوا الهجوم عليها مرات ومرات، إلى أن جاء صيف عام 1124 م فتكاثرت قوات الإفرنج عليها، وبلغ من قوة المعركة أن اشتد ضرب المدينة بالحجارة وقاوم السكان مقاومة عنيفة، ولكن أحوال الاهلين قد وصلت من السوء مبلغا ً عظيما ً بسبب نفاذ المؤن والماء، واستبد اليأس بأهل المدينة وهو يقاتلون وحدهم من غير مدد ولا نجدة، فلم يجدوا امامهم الا الاستسلام، وفتحت المدينة أبوابها للافرنج بعد ربع قرن من النضال، واقتسمها الإفرنج فيما بينهم، الثلثان لملك بيت المقدس والثلث لإفرنج البندقية.

### صور في العصر العثماني
أن انحطاط صور وتعثر تقدمها استمر فترة طويلة امتدت منذ الزلزال الكبير الذي ضرب المدينة سنة 1202 وحتى الربع الأخير من القرن الثامن عشر، عندما بدأت المدينة تستعيد بعض نشاطها وحيويتها، وأخذ الناس يتوافدون للسكن فيها. لكن الزلزال الأخر الذي حصل سنة 1837 عاد ليؤخر من جديد حركة تقدمها ويحد من عجلة اندفاعها. وفي النصف الأخير من القرن التاسع عشر وعلى مشارف القرن العشرين، بدأت صور تستقطب اهتمام السكان أكثر فأكثر فشرعوا بالاهتمام بالزراعة وتربية الماشية والعمل في الصناعات الخفيفة وامتهان الصيد البحري. وساعد في ذلك جو الاستقرار العام الذي عرفته المنطقة. ودأبت صور على التقدم والسعي نحو الأفضل حتى وصلت إلى ما هي عليه الآن من وجه مشرق ومتقدم في مختلف المجالات خاصة على الصعيدين الاجتماعي والاقتصادي.

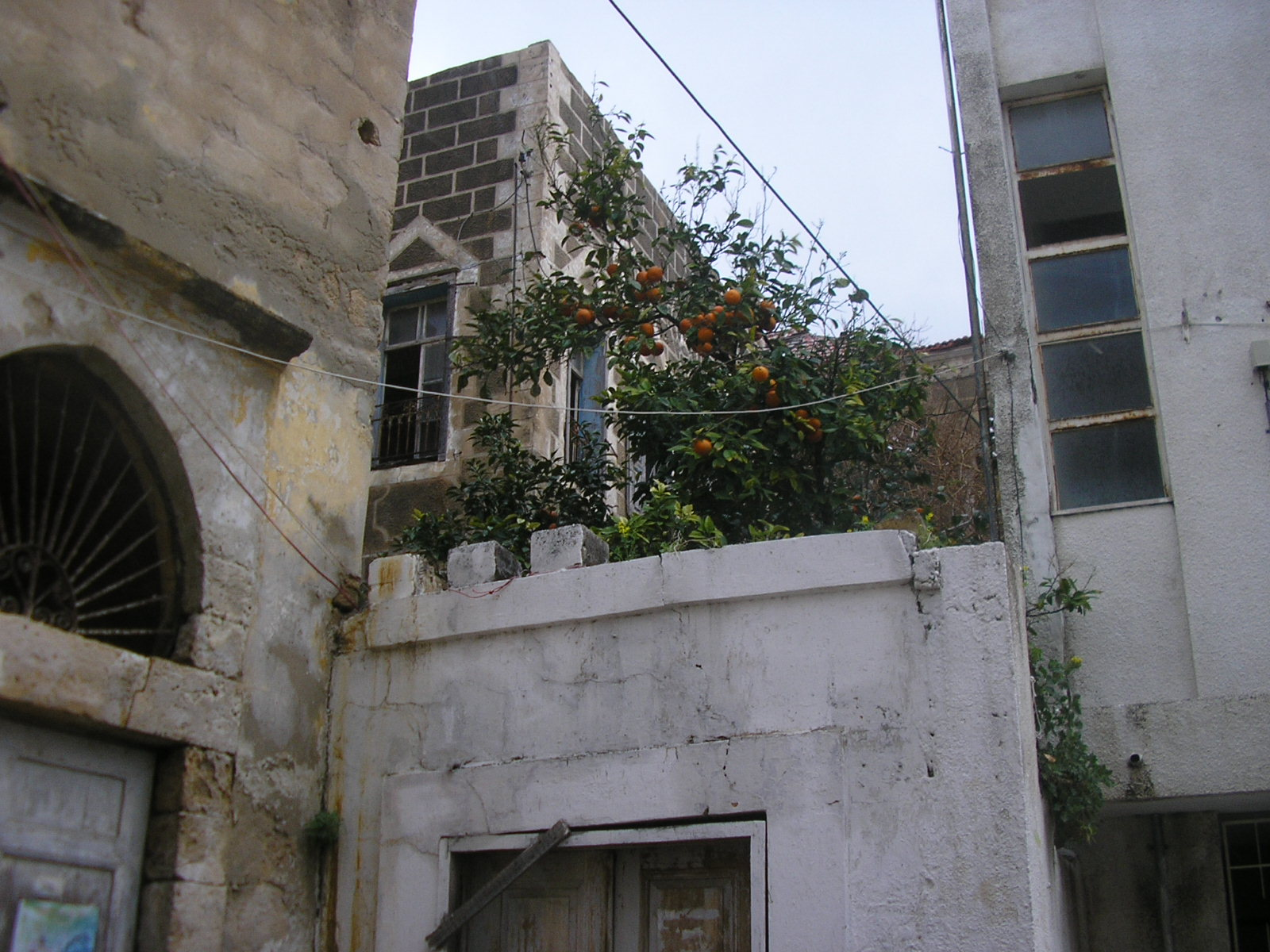
أبنية قديمة في أحياء قديمة في "صور"

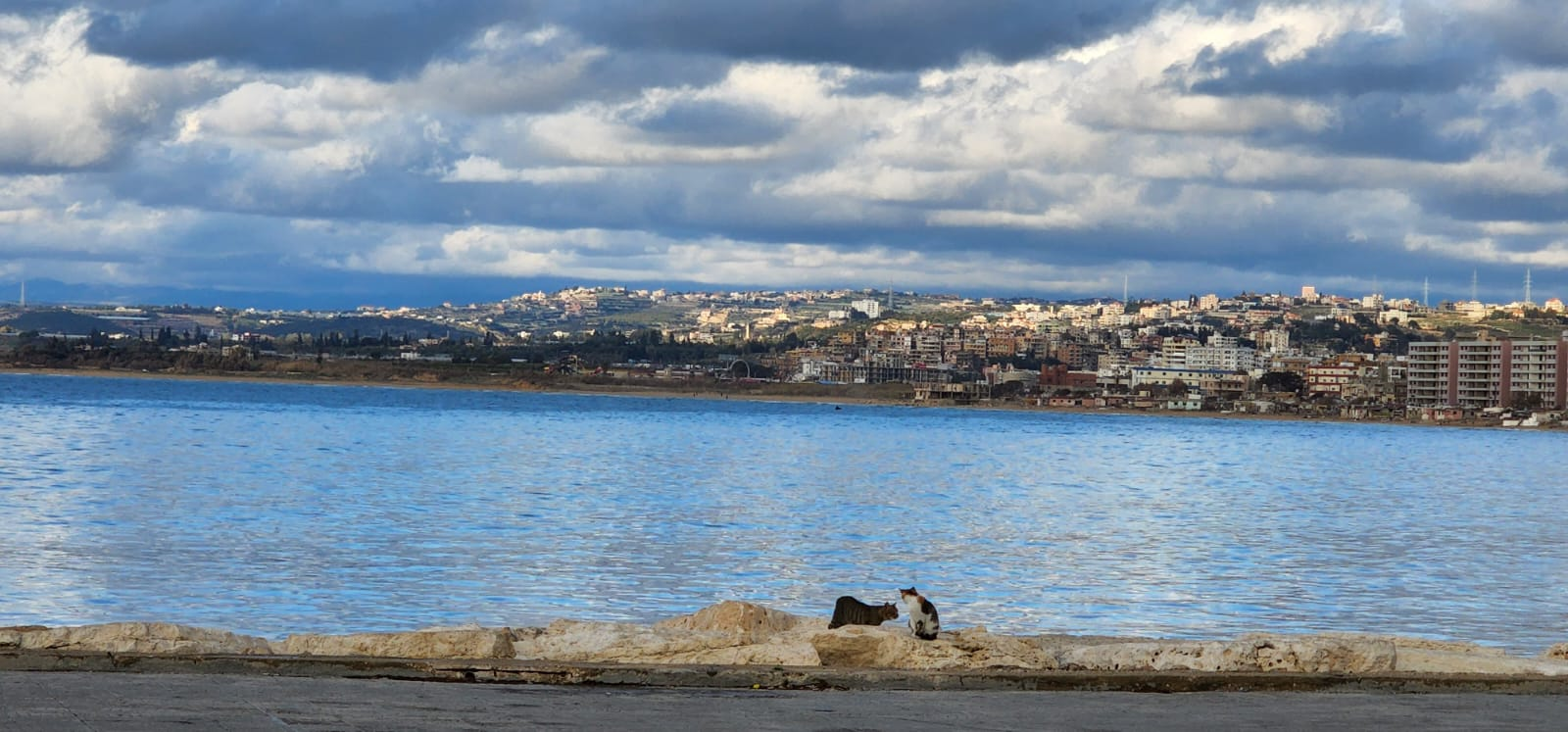
شاطئ مدينة صور في جنوب لبنان

## معالم سياحية في صور
تعتبر صور من المدن القديمة ذات التاريخ العريق. وتوجد فيها أثارات عديدة من كل الحقبات التاريخية المتعاقبة كالإغريقية والبيزنطية والعربية والعثمانية.

### مواقع صور الاثرية
منذ نحو خمسين سنة ومديرية الاثار تقوم بحملات تنقيب واسعة في نطاق صور وفي محيطها بحثا ً عن اثار المدينة وتاريخها، مركزة بحثها على ثلاثة قطاعات من المدينة القديمة والوسيطة. وهناك خان الأشقر الذي يتم ترميمه بواسطة الجمعية الوطنية للحفاظ على آثار وتراث جنوب لبنان التي تترأسها السيدة رندة بري.
وبنتيجة تلك التنقيبات وما اسفرت عنه من نتائج هامة، قامت منظمة الاونيسكو عام 1979 بادراج «صور» على لائحة التراث العالمي.

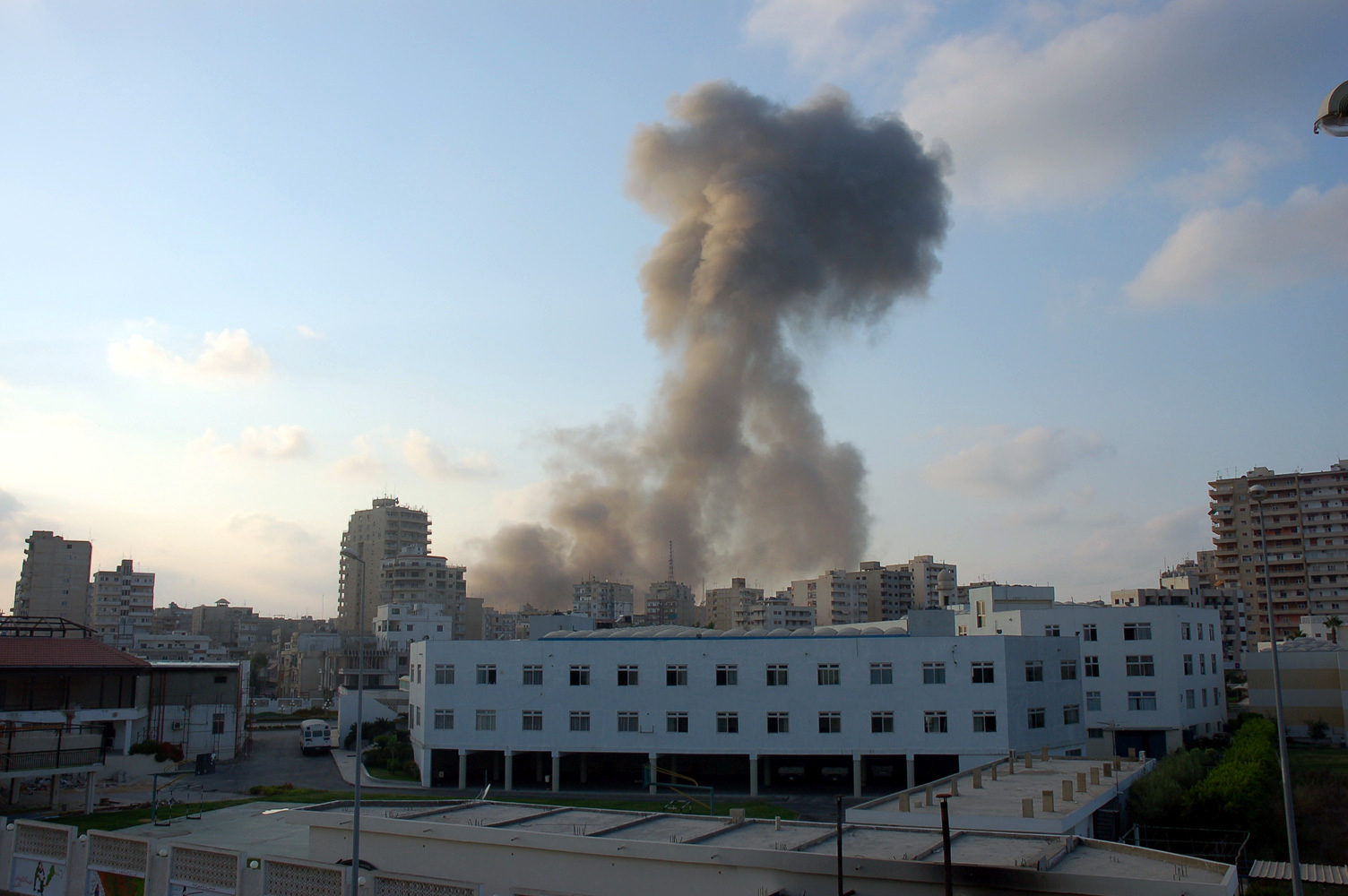
قصف جوي قوي لمدينة صور

### القطاع الأول
يحتل هذا القطاع جزءا من الموقع الذي كانت تقوم عليه في ما مضى صور البحرية ويشتمل على مجمعات واسعة من الأحياء السكنية والحمامات العامة والمجمعات الرياضية والشوارع ذات الاروقة وذات الأرضية المرصوفة بالفسيفساء.
وتعود تلك المنشآت بمجملها إلى العصور الرومانية والبيزنطية ناهيك عن بعض بقايا ارصفة المرفأ الفينيقي الجنوبي، أو المرفأ المصري، التي ما تزال منتشرة قرب الشاطئ.
عنوان القطاع الأول: صور – شارع الشيخ عباس المحمد النصار – مقابل الثانوية الجعفرية.

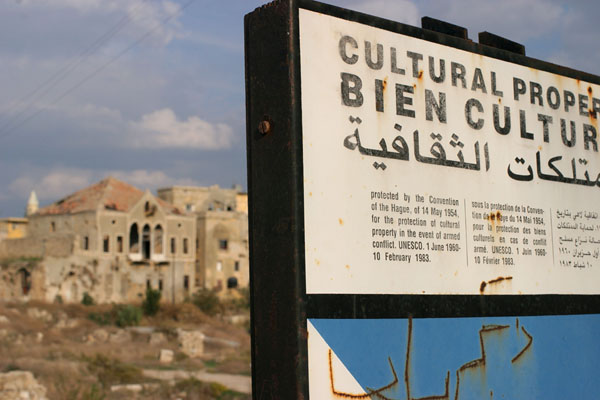

### القطاع الثاني
يقع هذا القطاع إلى الغرب من القطاع الأول وعلى بعد نحو خمس دقائق منه، ويتمحور حول بقايا كاتدرائية صور الصليبية التي استخدمت في عمارتها أعمدة من الغرانيت الأحمر واحجار تم استخراجها غي حينه من المنشآت الرومانية.
وتنتشر حول الكنيسة، وعلى مستويات ادنى منها، شبكة من الطرقات والمساكن التي تعودالى العصور الرومانية والبيزنطية.
عنوان القطاع الثاني: صور – شارع حسينية الخراب.

### القطاع الثالث
يقع هذا القطاع على بعد نحو ثلاثين دقيقة إلى الشرق من القطاعين السابقين، ويتألف من شارع رئيسي يتجه من الشرق إلى الغرب ويصل المدينة بضاحيتها الشرقية.
وقد أقيم هذا الشارع في العصر الروماني، وجرى ترميمه في العصر البيزنطي، في وسط البرزخ الذي أنشأه الإسكندر الكبير. وتحيط بجانبي هذا الشارع الاروقة ويقطعه قوس نصر عظيم ذي ثلاث مداخل، وتجري على جانبه الجنوبي قناة معلقة على قناطر كانت معدة لجر مياه نبع رأس العين إلى المدينة.
وعلى جانبي الشارع تمتد جبانة واسعة تتداخل فيها العمائر الجنائزية والتوابيت الرخامية والكلسية والبازالتية ذات الاشكال والزخارف والمنحوتات المختلفة، وقد دامت فترة استخدام هذه الجبانة من القرن الثاني إلى القرن السادس بعد الميلاد.
والى الجهة الجنوبية من الجبانة يقوم ميدان سباق عربات الخيل الذي تم ترميم بعض اجزائه. ويبلغ طول هذا الميدان 480 مترا ً وكان يتسع لنحو 20000 مشاهد كانوا يراهنون فيه على المتبارين . وقد كان على هؤلاء ان يدوروا بعرباتهم سبع مرات حول الشوكة التي تتوسطه.
عنوان القطاع الثالث: صور – حي الاثار (المدخل من ناحية المساكن الشعبية).

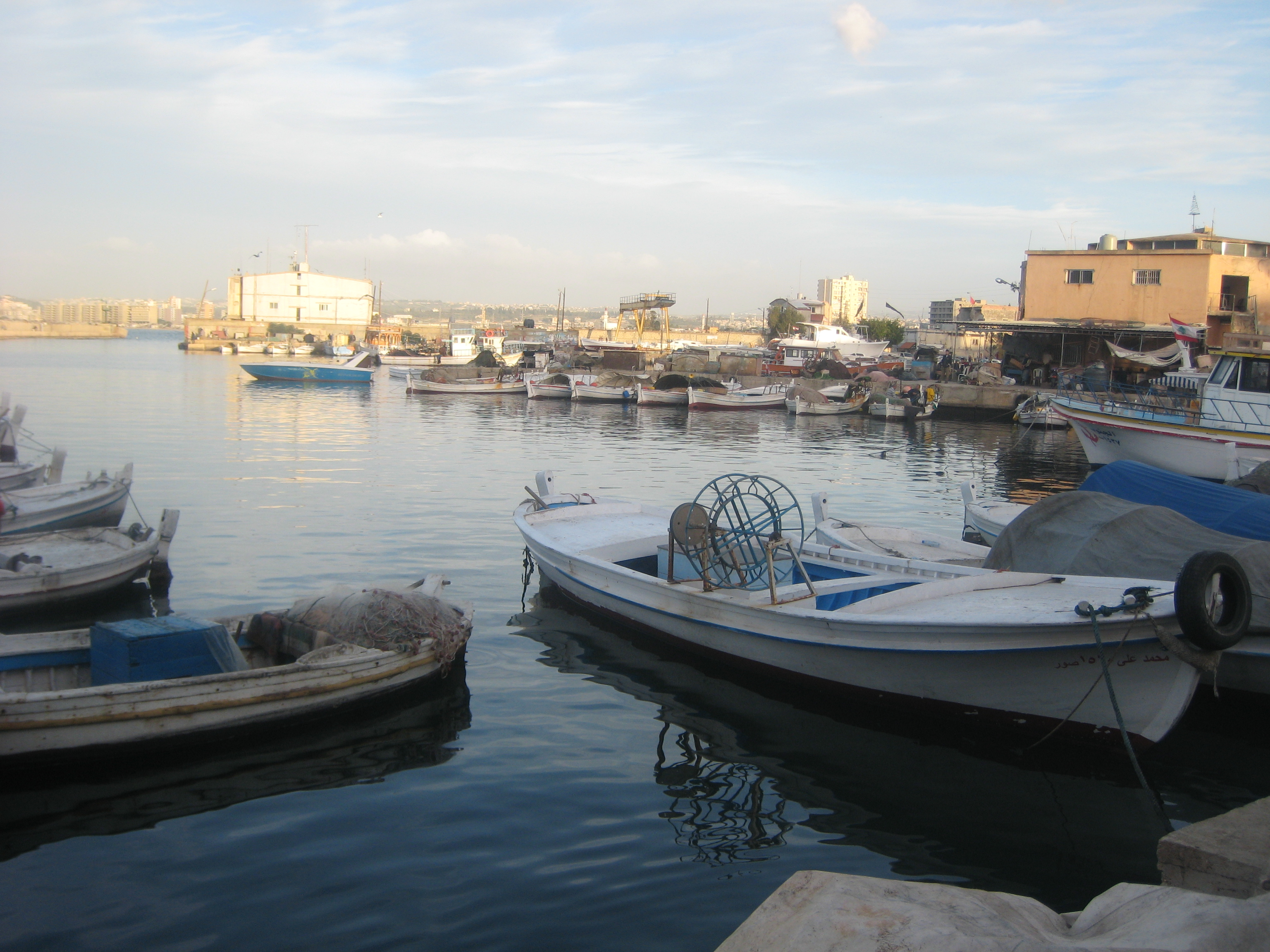
ميناء الصيادين على الشاطئ في "صور"

### الاسواق القديمة
لا بد لزائر مدينة «صور» ان يجول في اسواقها القديمة، حيث يرتفع خان من العهد العثماني، ومنزل قديم وجميل من العصر عينه تملكه إحدى اسر صور العريقة من آل المملوك، بالإضافة إلى حُسينية الطائفة الشيعية ذي القبتين والعمارة الرائعة.
وعلى مقربة من السوق، يعج مرفأ الصيد القديم بالحياة، وقد حل محل المرفأ الفينيقي الشمالي، الذي كان يعرف بسبب موقعه بالمرفأ الصيدوني.
ويقود الطريق الملازم للرصيف إلى الحي المسيحي الذي ما يزال يحتفظ بأزقته وابنيته ذات النمط التقليدي. وقد يفاجئك وجود برج مراقبة من العصر المسيحي في أحد البساتين، فيما يقوم برج اخر من العصر عينه على مقربة من المنارة، يشهدان على أهمية صور في تلك الأيام.
وتفتح المواقع الأثرية أبوابها امام الزائرين طيلة أيام الأسبوع، وتزخر المدينة بعدد من المطاعم التي تقدم اشهى ثمار البحر، بالإضافة إلى المطاعم التي تقدم الاطباق المحلية والمقاهي المنتشرة على طول ارصفة المرفأ.

## أساطير صوْرية

### أسطورة قدموس
قدموس بن فنقيس، ملك فينيقية، وأخو اوروبه، التي شغف بها زوس اله الالهة، فتحول إلى ثور أبيض، فحملها على ظهره وذهب بها إلى بلاده. فراح اخوها قدموس يبحث عنها، فاستشار أحد الكهان في بلاد اليونان، فثناه عن البحث وقال: اذهب في طريقك تلتق بقرة، فاتبعها إلى حيث تضطجع، فابن ِ هناك مدينة. فالتقى البقرة، فتبعها، فمشت إلى بويشيه، واضطجعت في مكان هناك، بنى فيه قدموس مدينة طيبة. بعدها أرسل رفقاءه ليجلبوا له ماء من عين قريبة، فسطا عليهم تنين وقتلهم، فقتل قدموس ذلك التنين وزرع اسنانه بإشارة من الربة مينرفا فأنبتت رجال حرب اشداء، فاحتال في قتلهم فقتلوا جميعهم الا خمسة منهم. وينسب إلى قدموس اختراع الكتابة وادخال الالف باء إلى بلاد اليونان (1600 ق.م) وقد تزوج هناك بهرمونيا، ابنة الاله اريس والالهة افروديت فولد لها أربعة أولاد. ولكن حياتهما الزوجية كانت محفوفة بالبلايا، فتحولا قبل موتهما إلى حيتين.

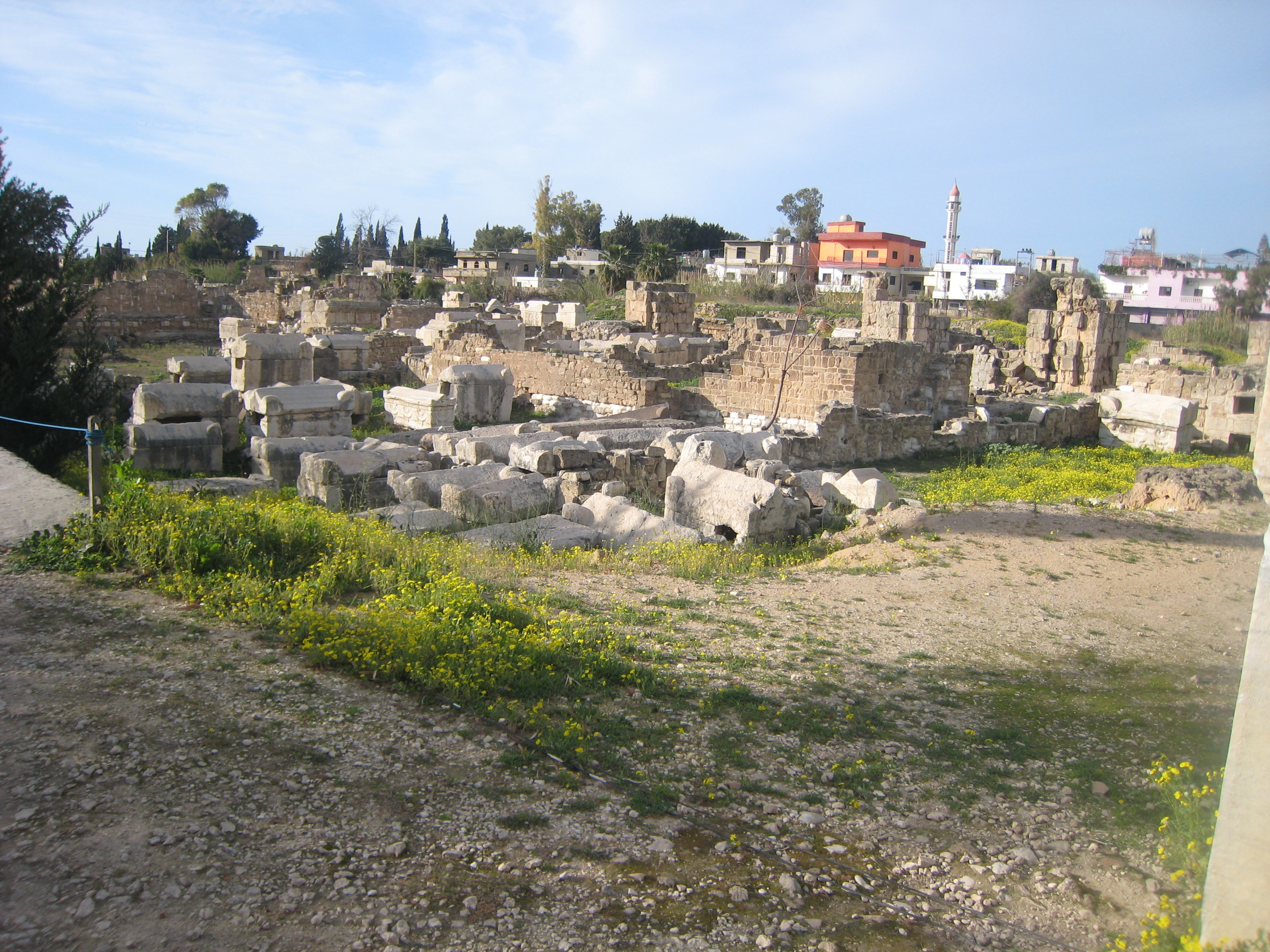
صورة جانبية لمدينة صور و يظهر طبيعتها الخضراء

### أسطورة أوروبا
توله كبير الآلهة زوس ولعا ً بأوربا ابنة آجنور ملك «صور»، فأشار على رسوله هرمس بأن يسوق ماشية أبيها إلى أحد شواطئ الجزيرة ياس المقدسة «صور» حيث كانت تلعب مع وصيفاتها وانضم الإله إلى الماشية على صورة ثور ناصع البياض، محلى بقرون تشابه الحجارة الكريمة. وأعجبت الأميرة بجماله الفتان، ولما رأته وديعا ً كالحمل اقتربت منه وأخذت تلاطفه، ثم تغلبت على خوفها وصعدت على كتفه، فأخذ يجري بحمولته الثمينة مبتعدا ً بها إلى وسط البحر، بينما كانت الأميرة الحسناء تنظر إلى الشاطئ وراءها، ممتلئة رعباً. وأرسل آجنور أبناءه للبحث عن شقيقتهم، وسار كل منهم في جهة، فذهب فونقس إلى الغرب وعبر ليبيا حتى وصل إلى قرطاجة فاطلق اسمه على سكانها (الفونيين) ثم رجع إلى كنعان بعد موت آجنور، التي سميت فينيقيا تكريما له، بينما حل كيلكس في الأرض التي تسمت باسمه فيما بعد. أما تاسوس وأتباعه فقد ذهبوا أولا ً إلى أولمبيا في اليونان، حيث نصبوا لهرقل الصوري تمثالا ً من البرونز، ثم تابعوا سيرهم إلى الجزيرة التي حملت فيما بعد اسم تاسوس فجعلوها مستعمرة صورية وأخذوا يستغلون ذهب مناجمها.

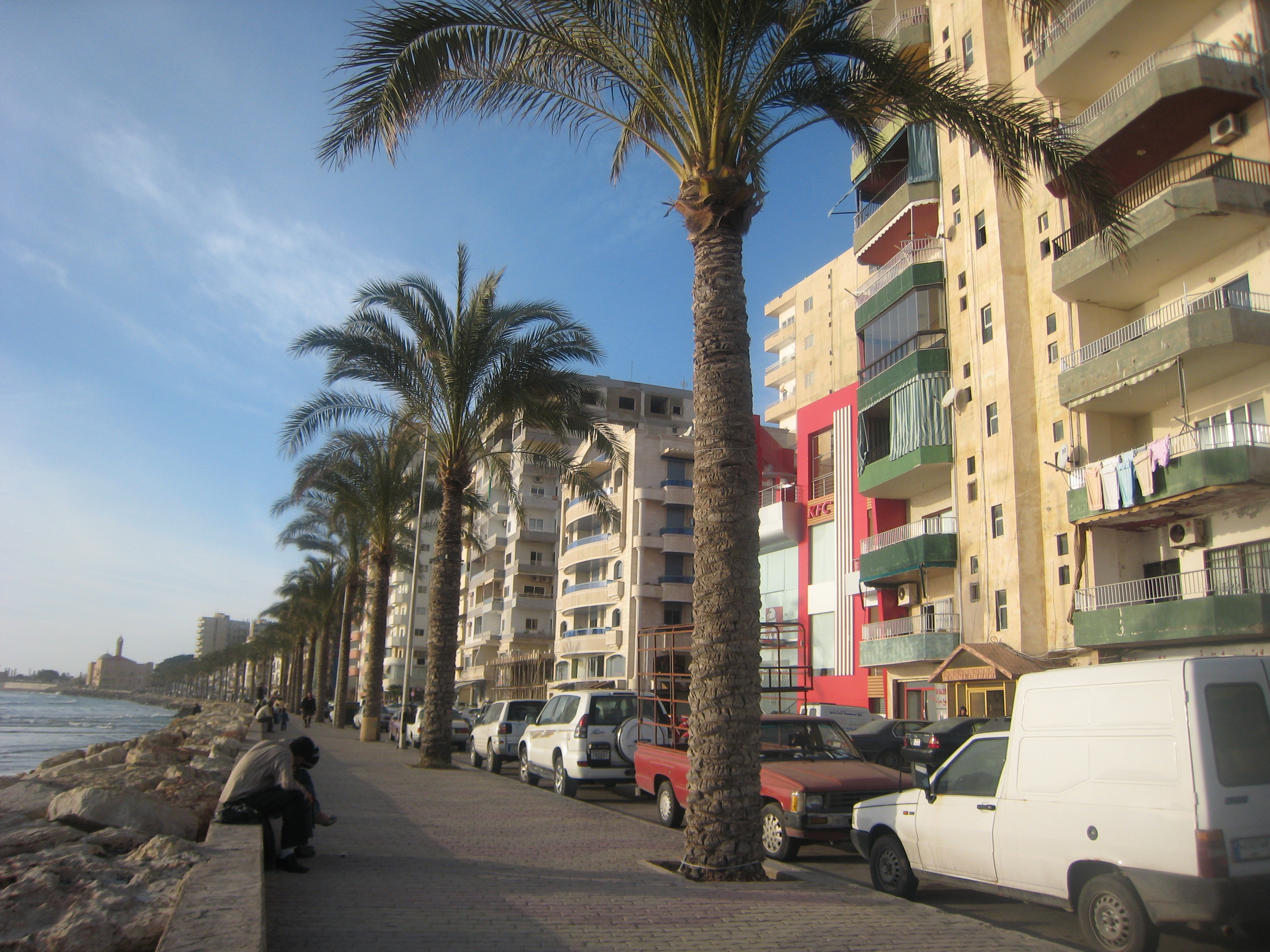
الكورنيش البحري بمدينة "صور"

وأبحر قدموس إلى رودس وأنشأ فيها هيكلا ً لإله البحر بوزايدون، وأنشأ في ثيرا معبدا ً مماثلا ً وتابع طريقه حتى بلاد الايدوميين حيث استقبل وجماعته بحفاوة وتابع من هناك سيره على الاقدام إلى دلفي فأمره الوحي الإلهي فيها بالكف عن البحث وأن يتبع بقرة، وينشأ مدينة في المكان الذي تربض فيه.
وساق قدموس البقرة عبر البيوسي حيث توقفت إعياء ً وتعبا ً، فبنى هناك ثيبا وأمر ابن صور رفاقه أن ينحروا البقرة ويقدموها قربانا ً لعشترت وأن يحضروا ماءً من ينابيع آرس إله الحرب، التي يحرسها ثعبان هائل. وكاد الثعبان يقضي على رجال قدموس لو لم يسرع هذا لنجدتهم محطماً رأسه بصخرة.
وللتكفير عن قتل الثعبان فرضت الآلهة على قدموس أن يخدم آرس ثماني سنوات، نال بعدها هرمونيا الأغريقية زوجة له.